# Biserica de lemn din Mintia

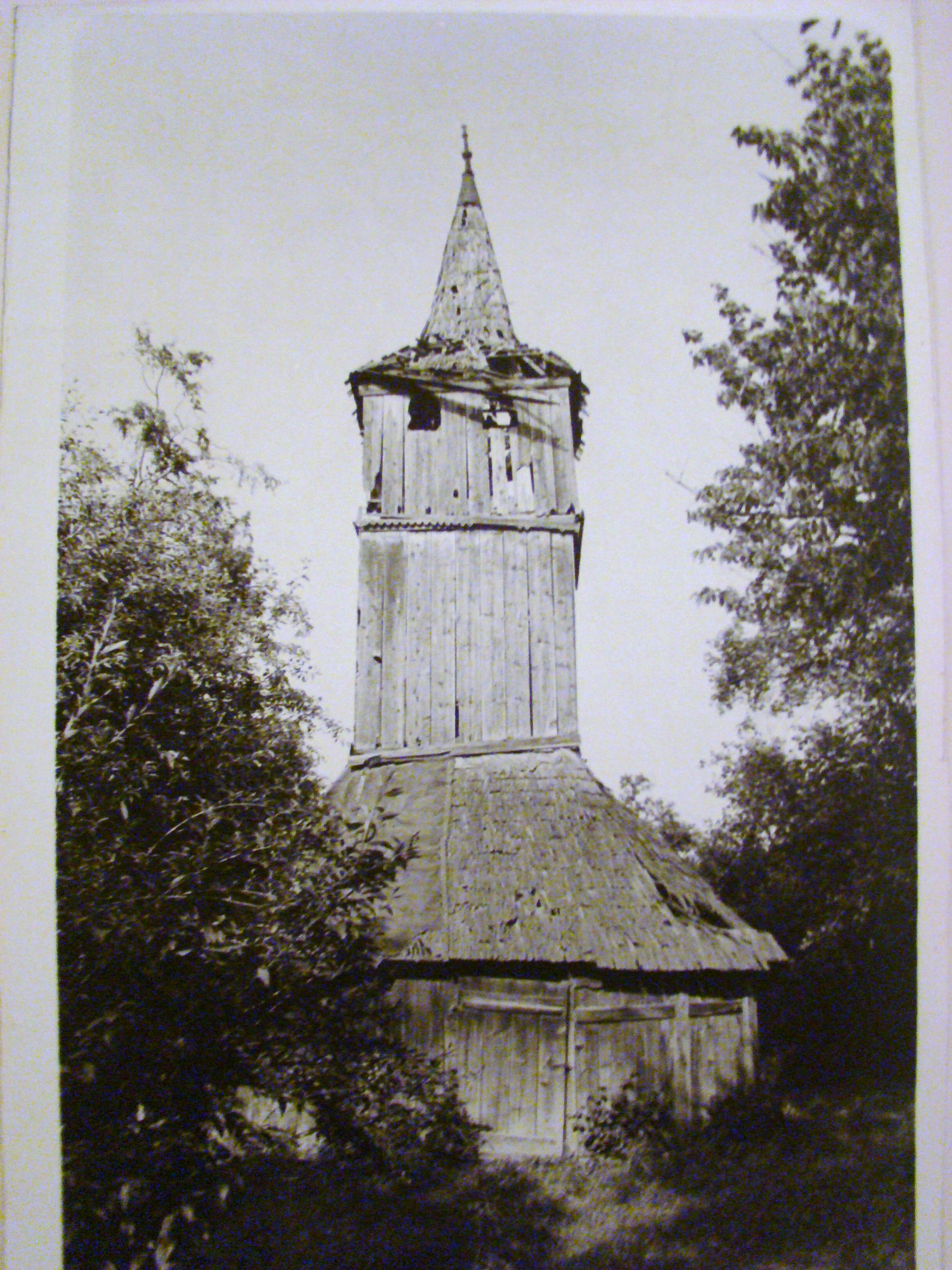
Biserica de lemn „Sfântul Ioan Botezătorul” din Mintia, comuna Vețel, județul Hunedoara înainte de strămutarea la Muzeul Țăranului Român din București (fotografie de arhivă)

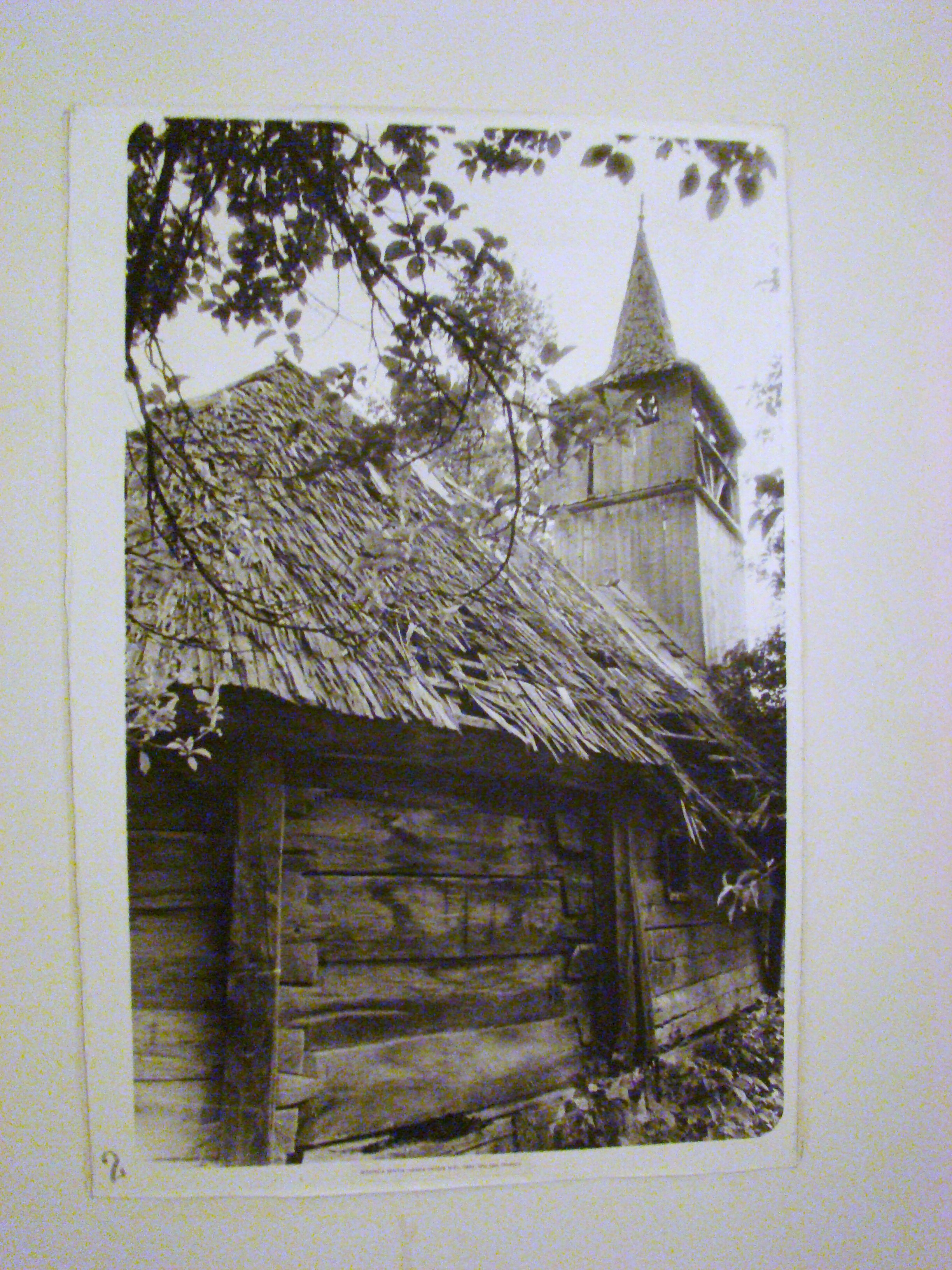
Biserica de lemn „Sfântul Ioan Botezătorul” din Mintia, comuna Vețel, județul Hunedoara înainte de strămutarea la Muzeul Țăranului Român din București (fotografie de arhivă)

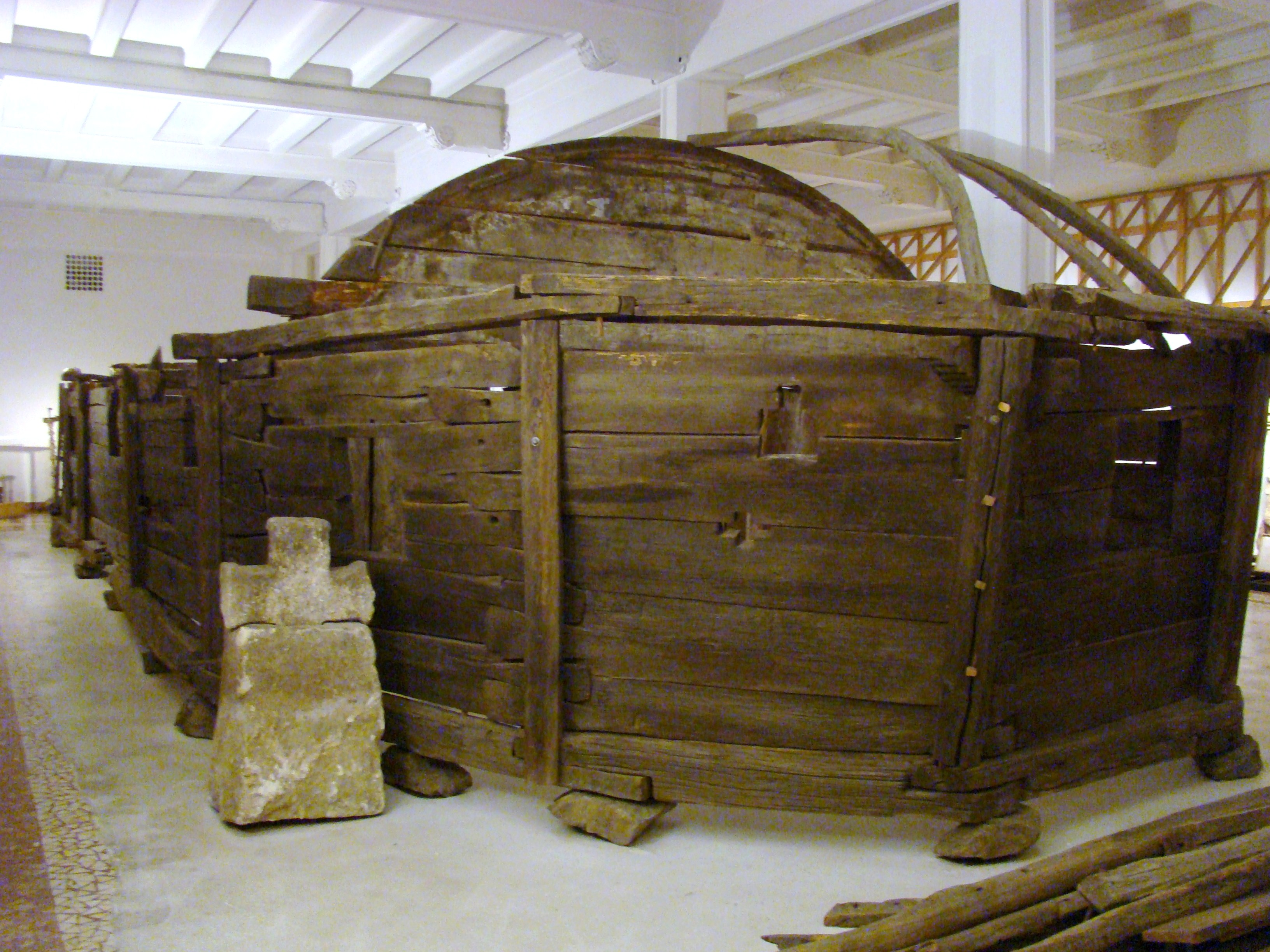
Biserica de lemn „Sfântul Ioan Botezătorul” din Mintia, fără turlă și acoperiș, conservată în incinta Muzeului Țăranului Român (foto: iulie, 2013.)

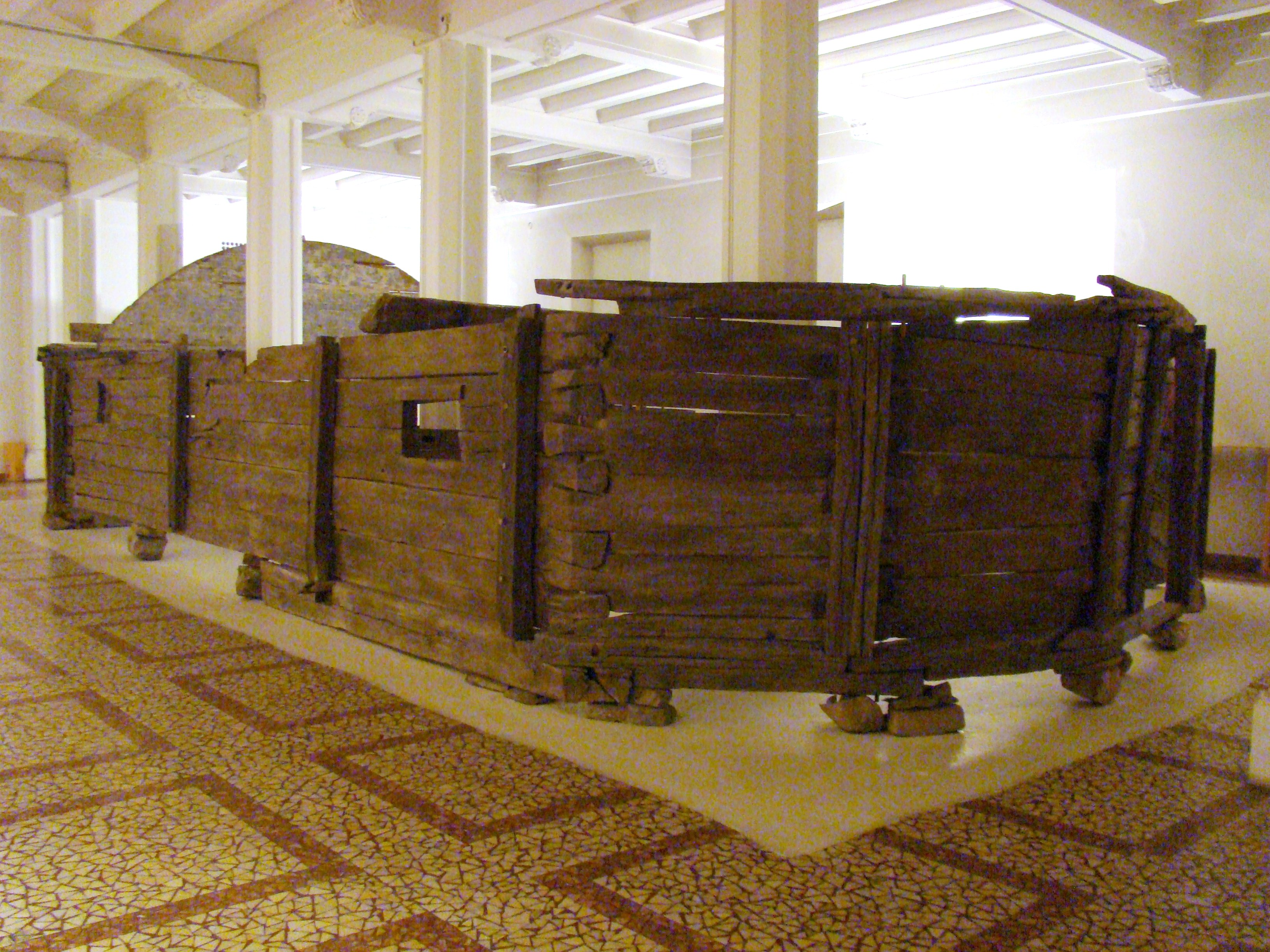
Biserica de lemn „Sfântul Ioan Botezătorul” din Mintia, fără turlă și acoperiș, conservată în incinta Muzeului Țăranului Român.

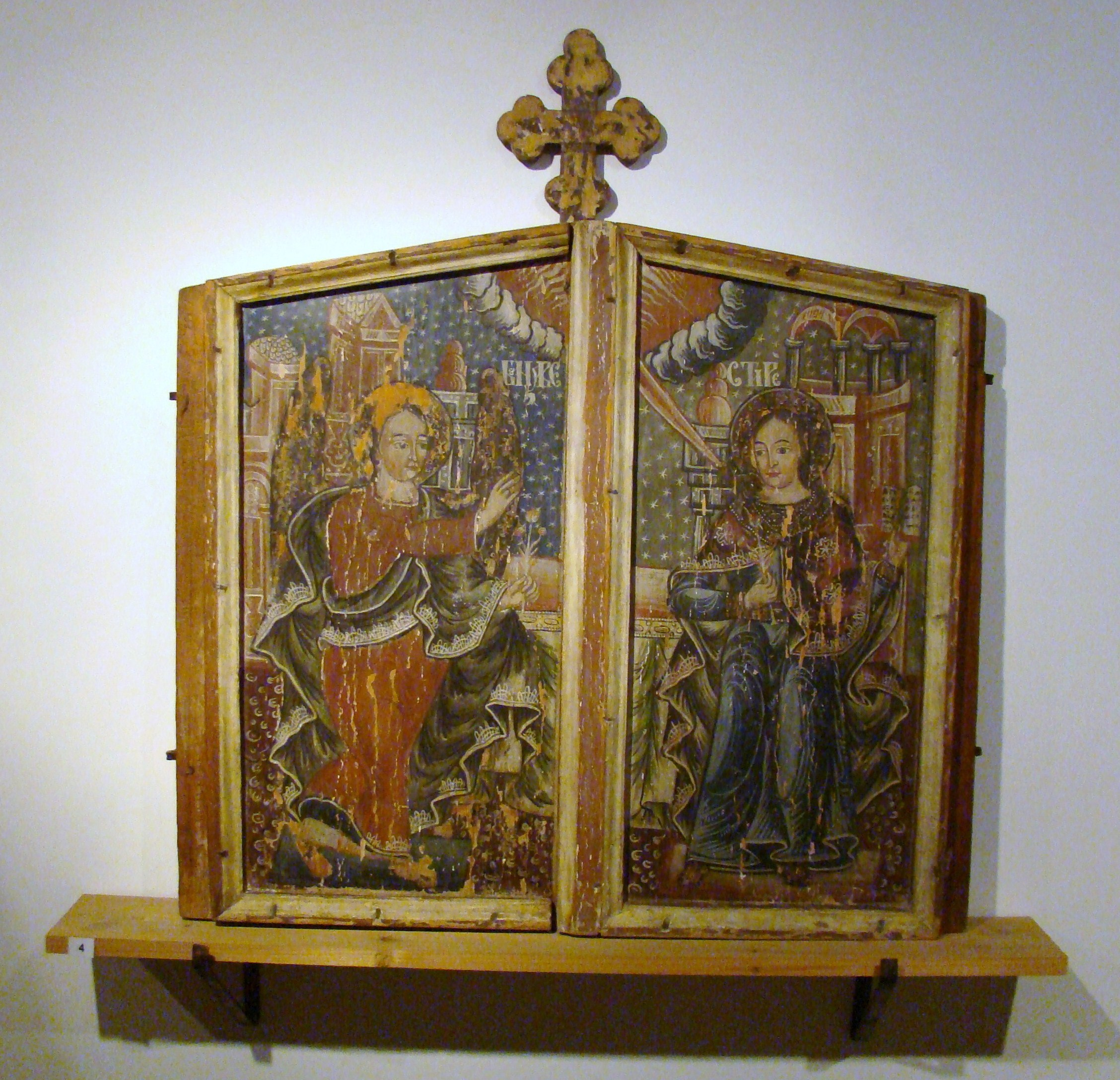
Ușile împărătești: „Buna Vestire”

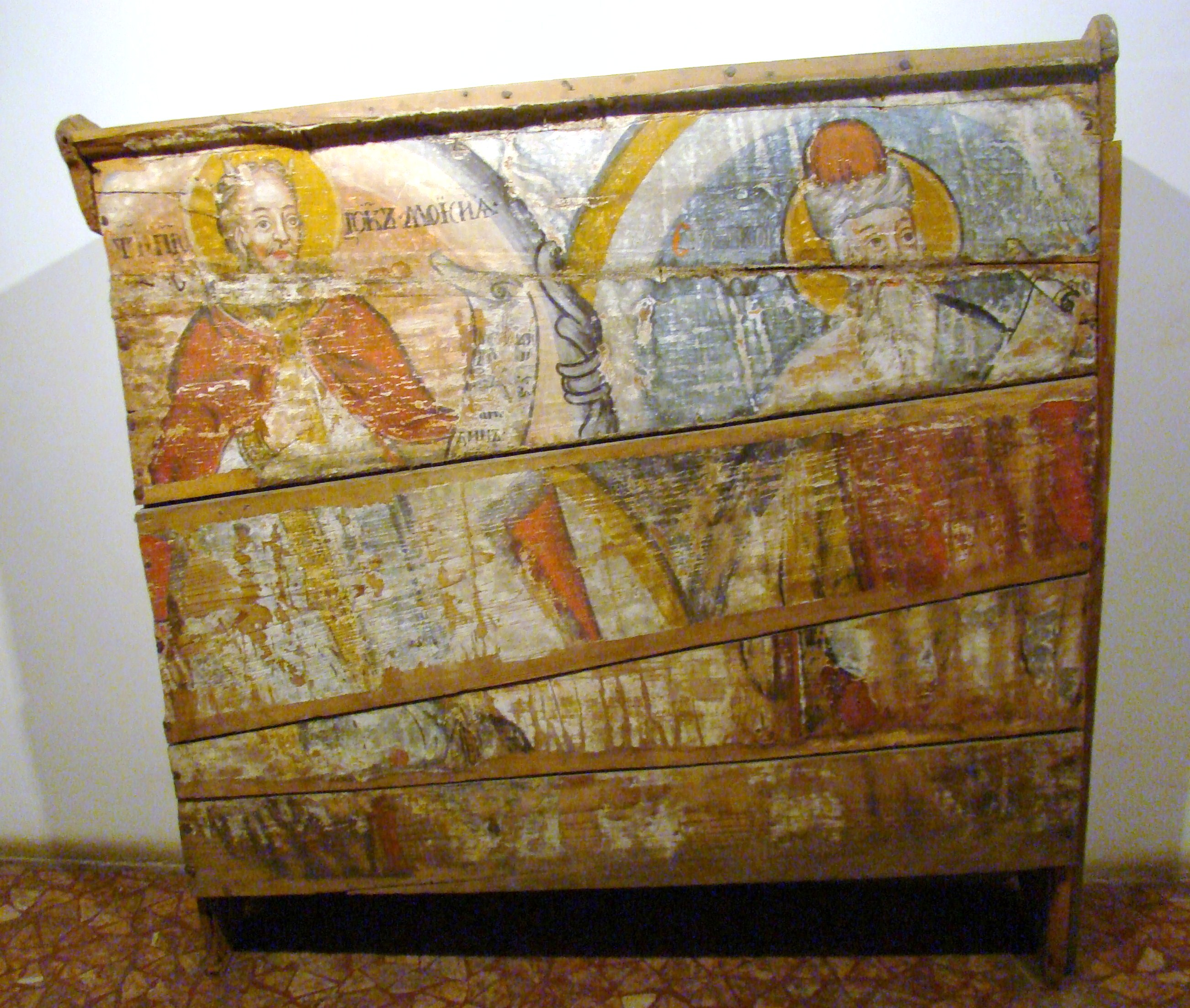
Strană veche de lemn, pictată

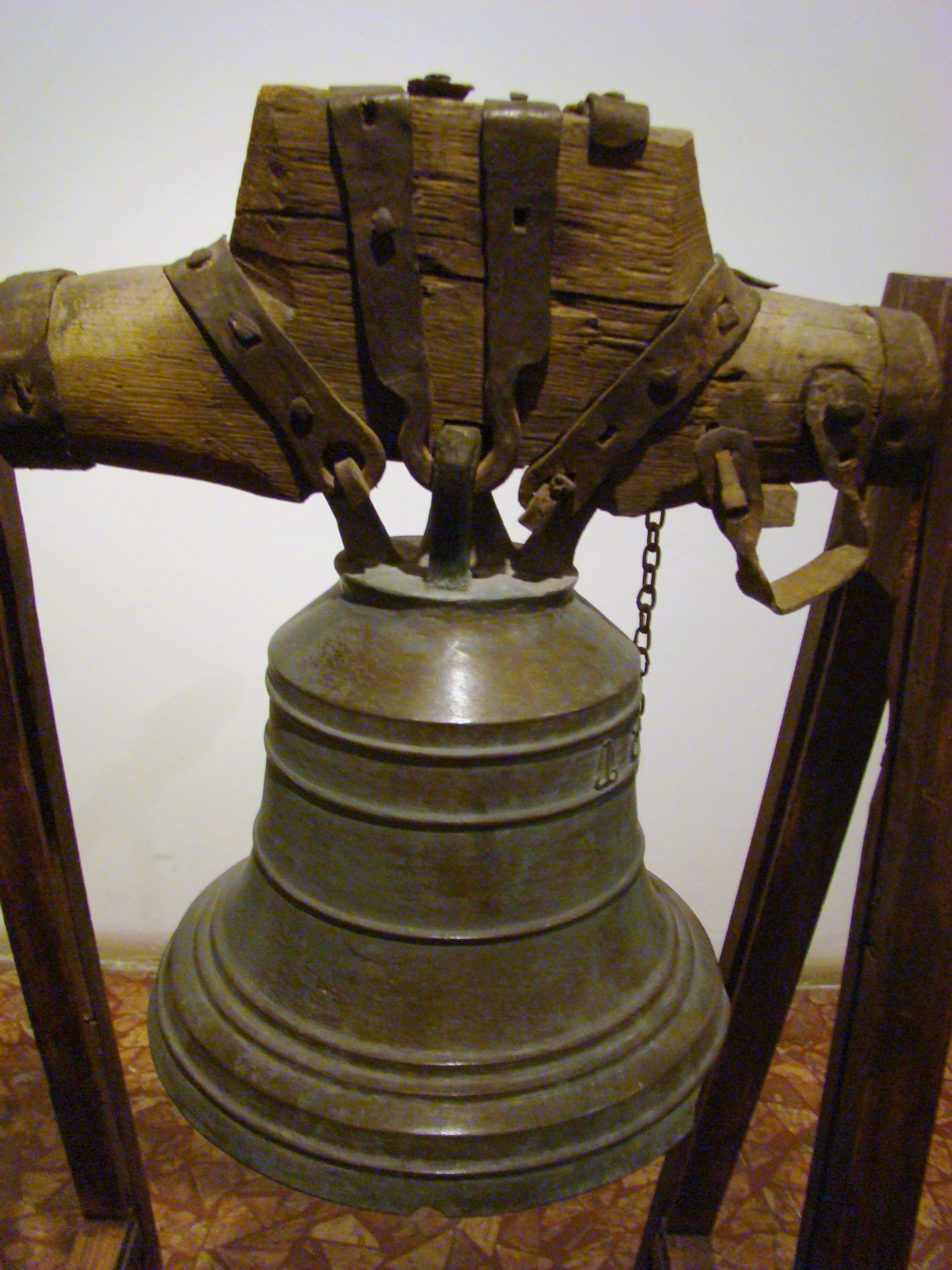
Clopotul bisericii

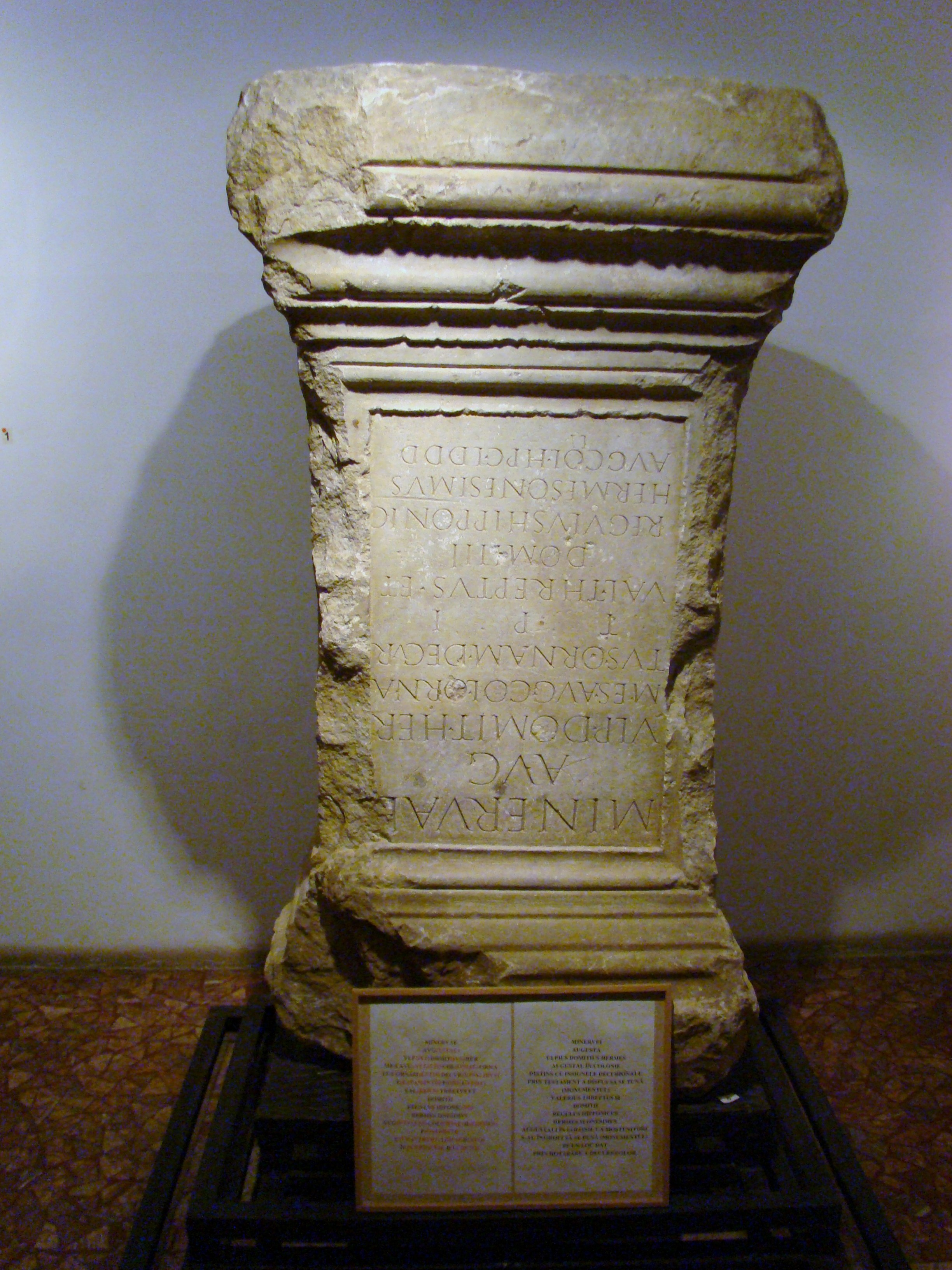
Masa altarului, vestigiu roman

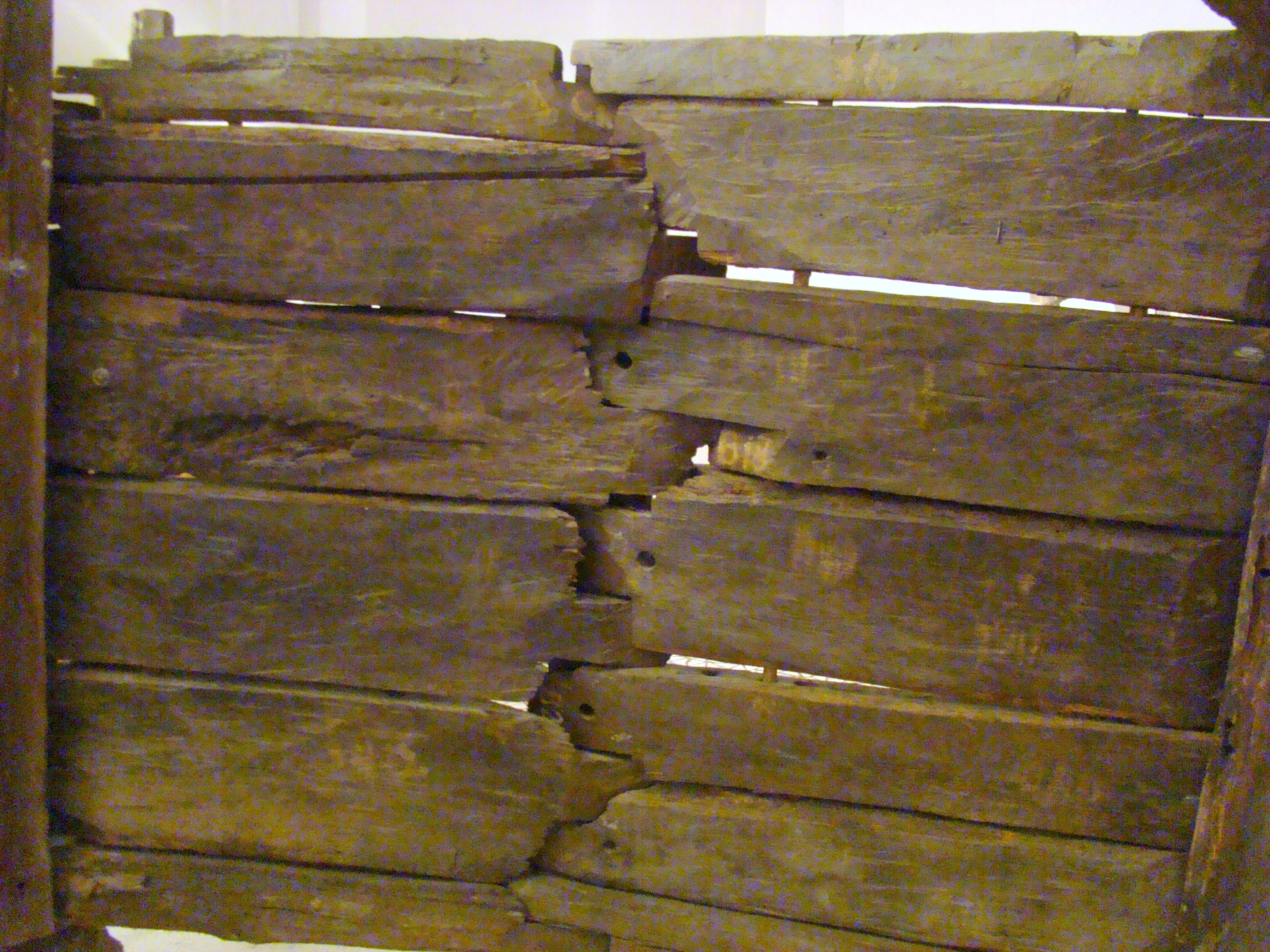
Îmbinări

Biserica de lemn din Mintia, comuna Vețel, județul Hunedoara a fost ridicată în secolul XVIII. Avea hramul „Sfântul Ioan Botezătorul”. Aflată într-o stare avansată de degradare, a fost salvată prin strămutarea, în anul 1991, în Muzeul Țăranului Român din București, într-un spațiu acoperit, care nu a permis păstrarea acoperișului și a turlei.

## Istoric și trăsături
În Mintia biserica de lemn era așezată în stânga bisericii reformate și în fața cimitirului ortodox, mărginit, la răsărit, de calea ferată, iar la apus, de drumul spre râul Mureș. Anul construcției lăcașului de cult nu se cunoaște cu exactitate. Se presupune ca a fost adusă dintr-un sat din Munții Apuseni, în jurul anului 1768. Există și o altă variantă, mai plauzibilă, cea a aducerii dintr-un alt sat hunedoarean, Visca. In situ, biserica avea următoarele dimensiuni: 11,50 m lungime, 4,50 m lățime și 4,80 m înălțime. Biserica a fost construită din bârne de stejar, plafonul și pereții interiori fiind căptușiți cu scândură de brad. Tavanul era în întregime boltit, iar corpul bisericii era acoperit cu șindrilă. Pe lista monumentelor istorice, aprobată printr-o hotărâre a consiliului de miniștri din 1950, biserica figurează cu numărul 1459. Într-un document din arhiva parohiei, preotul Gheorghe Caragea arăta că s-au executat lucrări de conservare, în 1957, în valoare de 4000 lei, din care 2000 proveneau din fondul parohial, iar restul de la Departamentul Cultelor. În 1949, după interzicerea  cultului greco-catolic și preluarea lăcașului unit de zid de către ortodocși, biserica de lemn a fost abandonată. Salvarea ei a venit în anul 1991, când, în anii de după deschidere, Muzeul Țăranului Român a achiziționat  șase biserici de lemn, dintre care două au fost aduse la București. Cea din Mintia, expusă în interior, și cea din Bejan, în curtea muzeului, ambele din județul Hunedoara. Celelalte patru sunt păstrate și îngrijite in situ la Lunca Moților, Hunedoara, la Groșii Noi, Julița și Troaș, județul Arad. 
În Mintia a mai existat o biserică de lemn a credincioșilor uniți, cumpărată în anul 1876 din satul Vorța. Ea a fost transportată, reasamblată și sfințită abia în 1879. Biserica de lemn greco-catolică a fost dărâmată în jurul anului 1939. Înlocuitoarea ei, actuala biserica de zid, a fost construită între anii 1934-1936, în timpul păstoririi preotului Toma Nistor.

## Imagini de arhivă

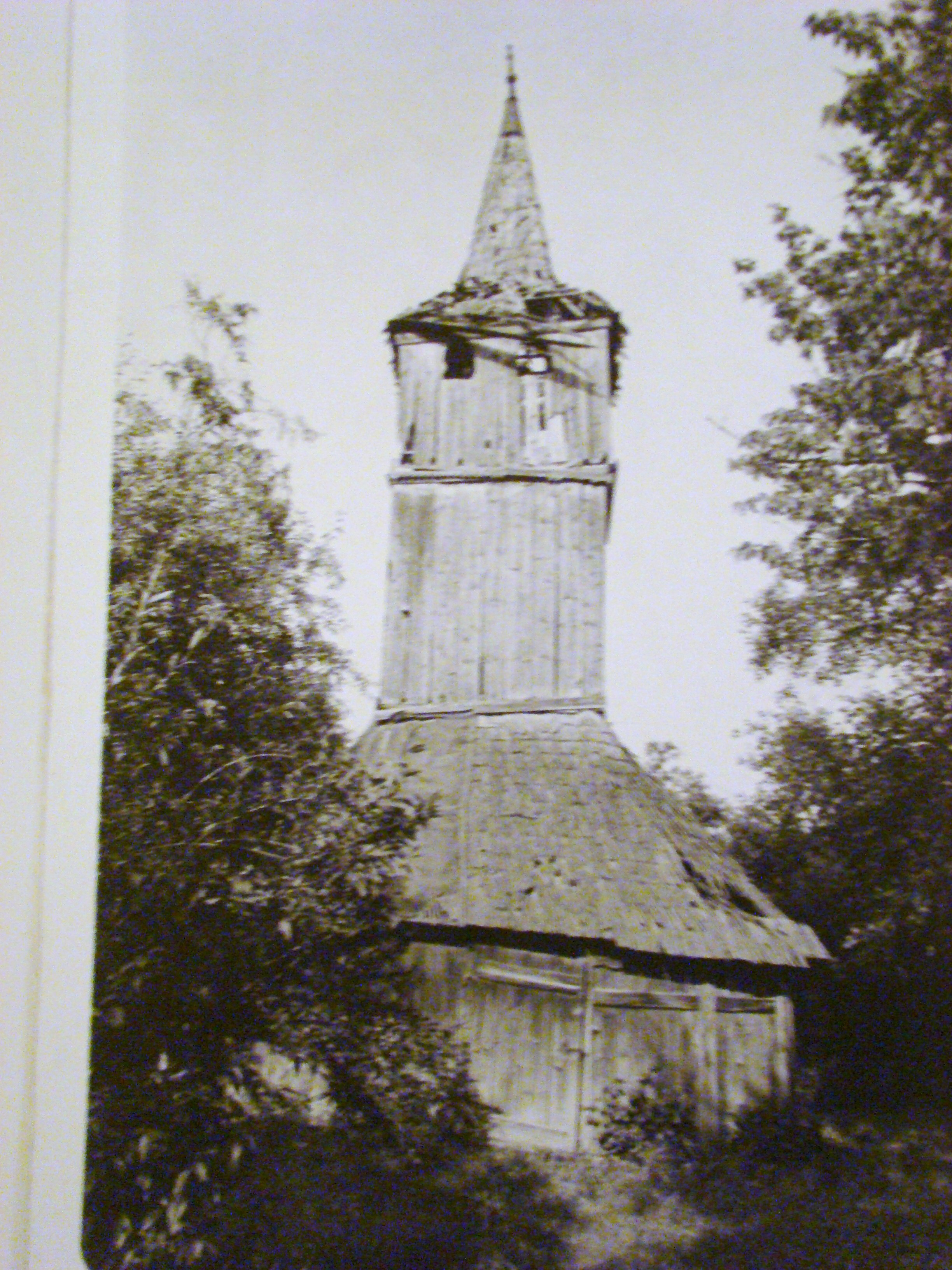
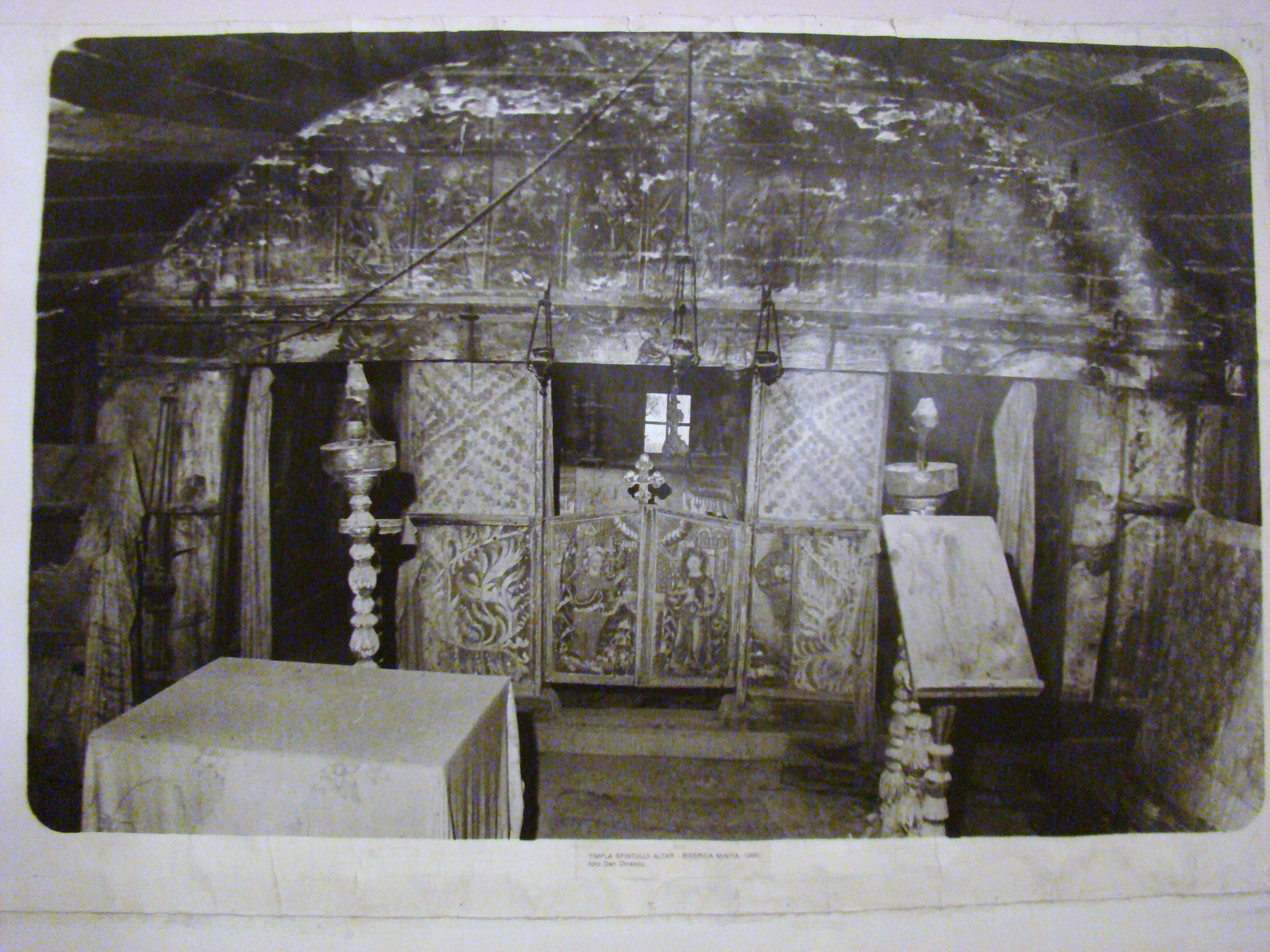
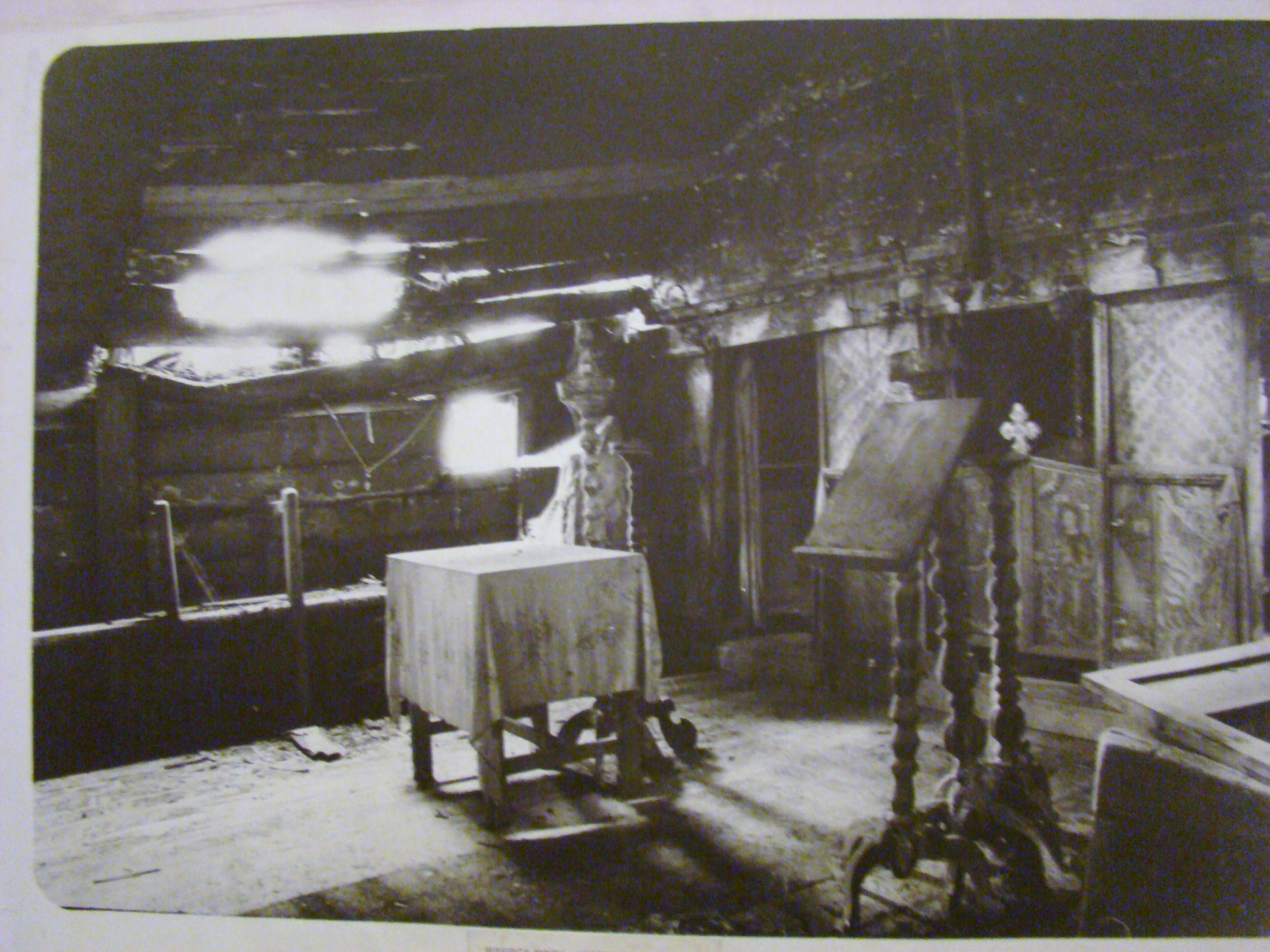
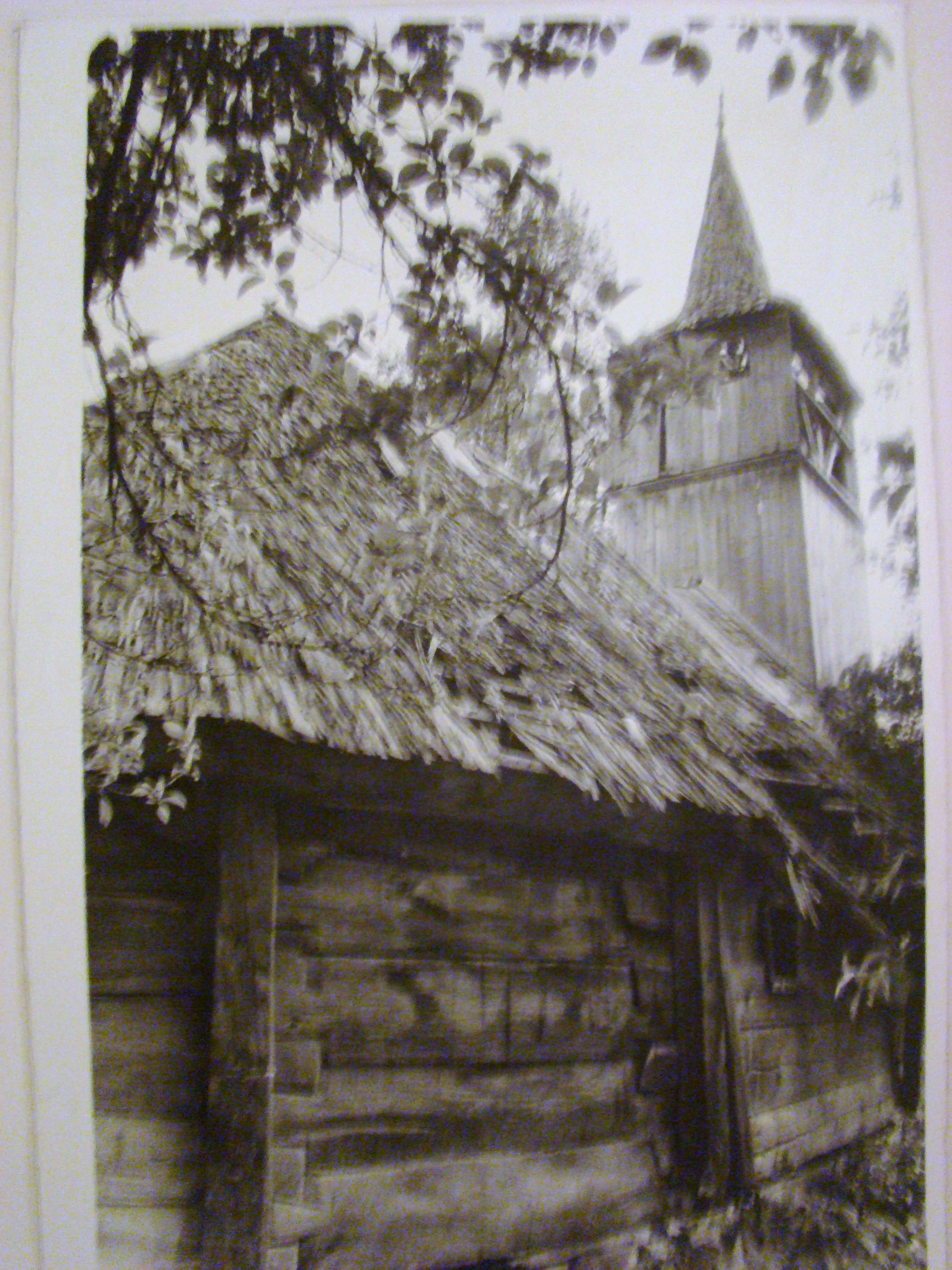

## Imagini de la Muzeul Țăranului Român

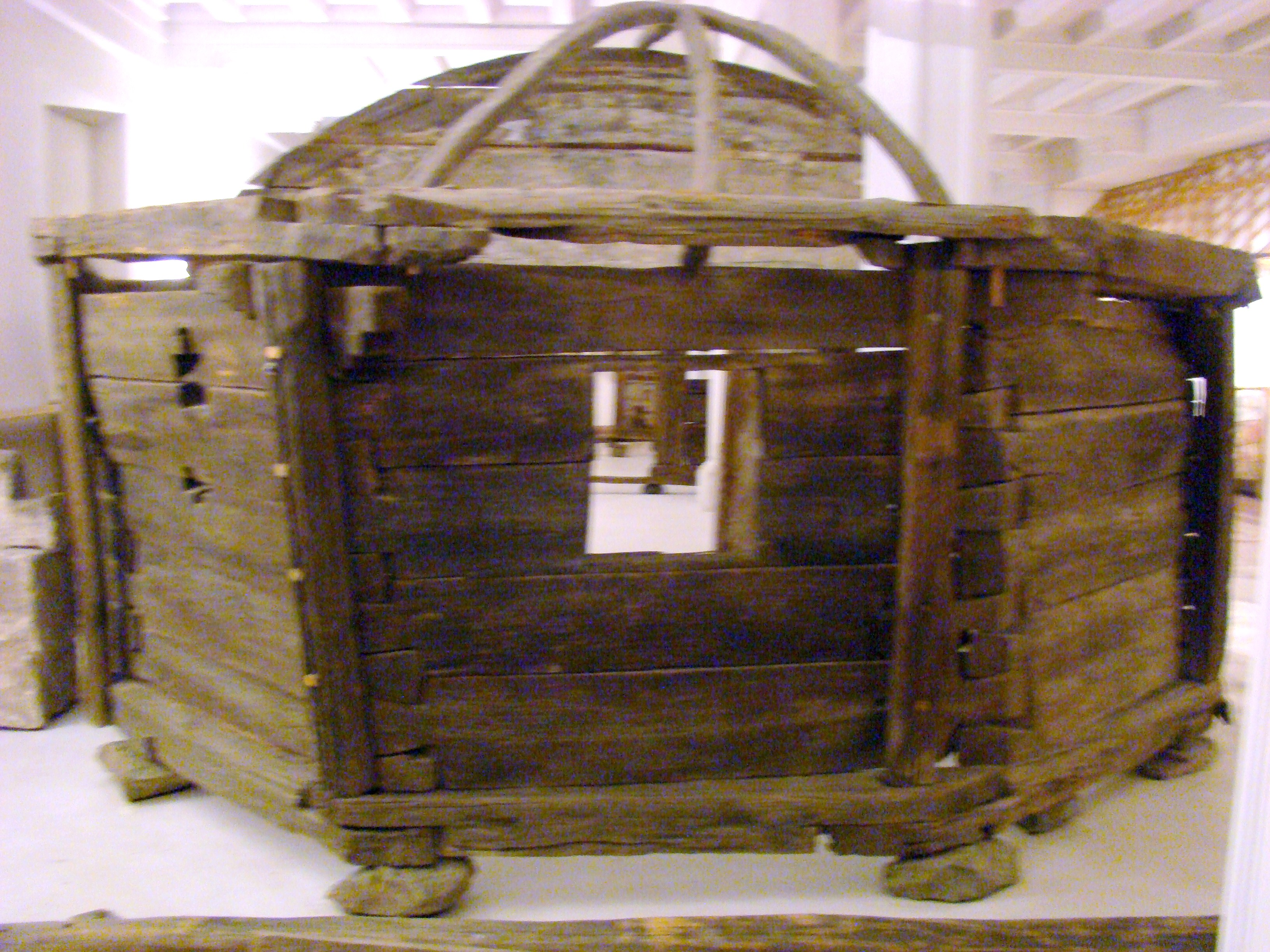
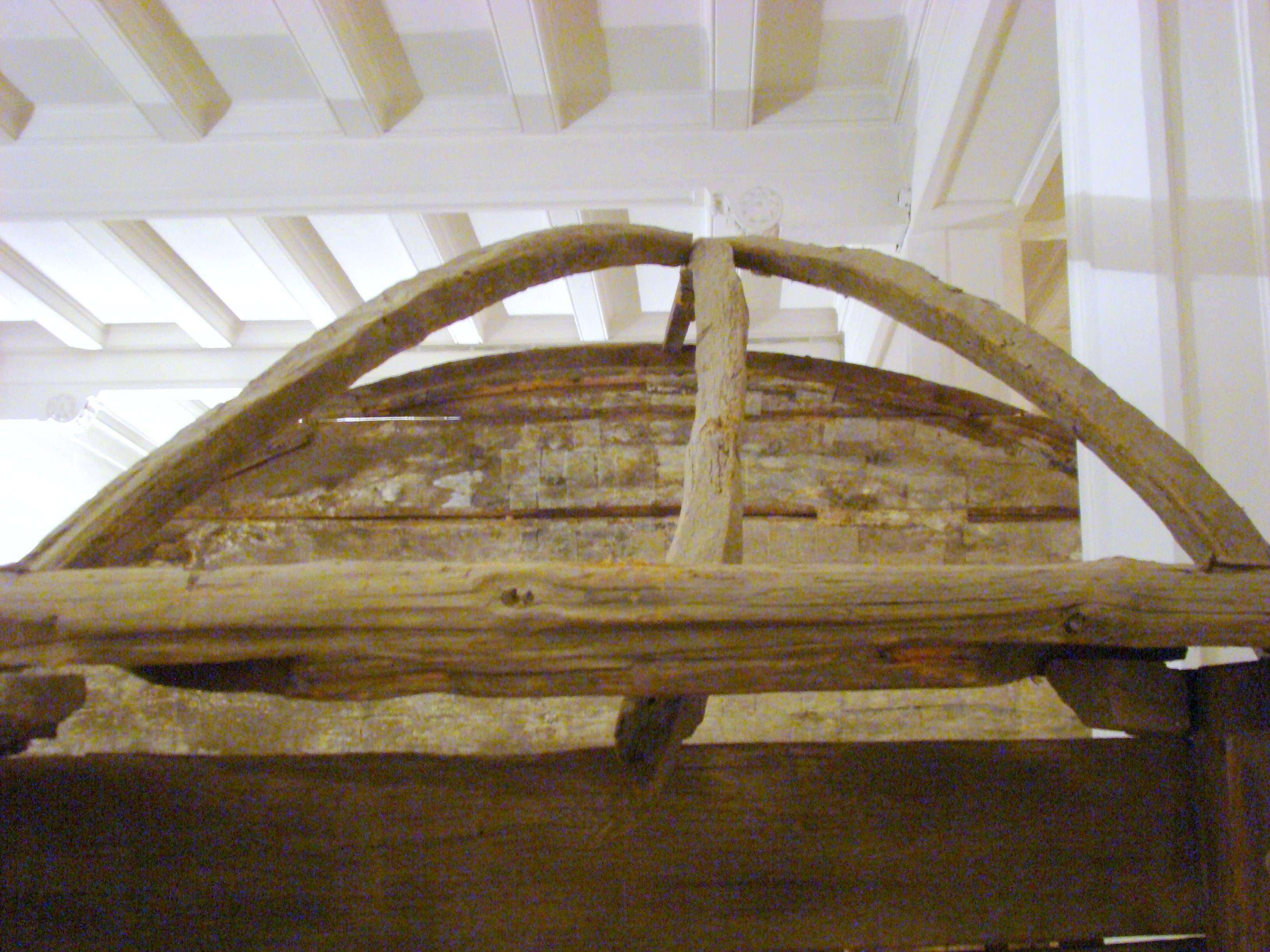
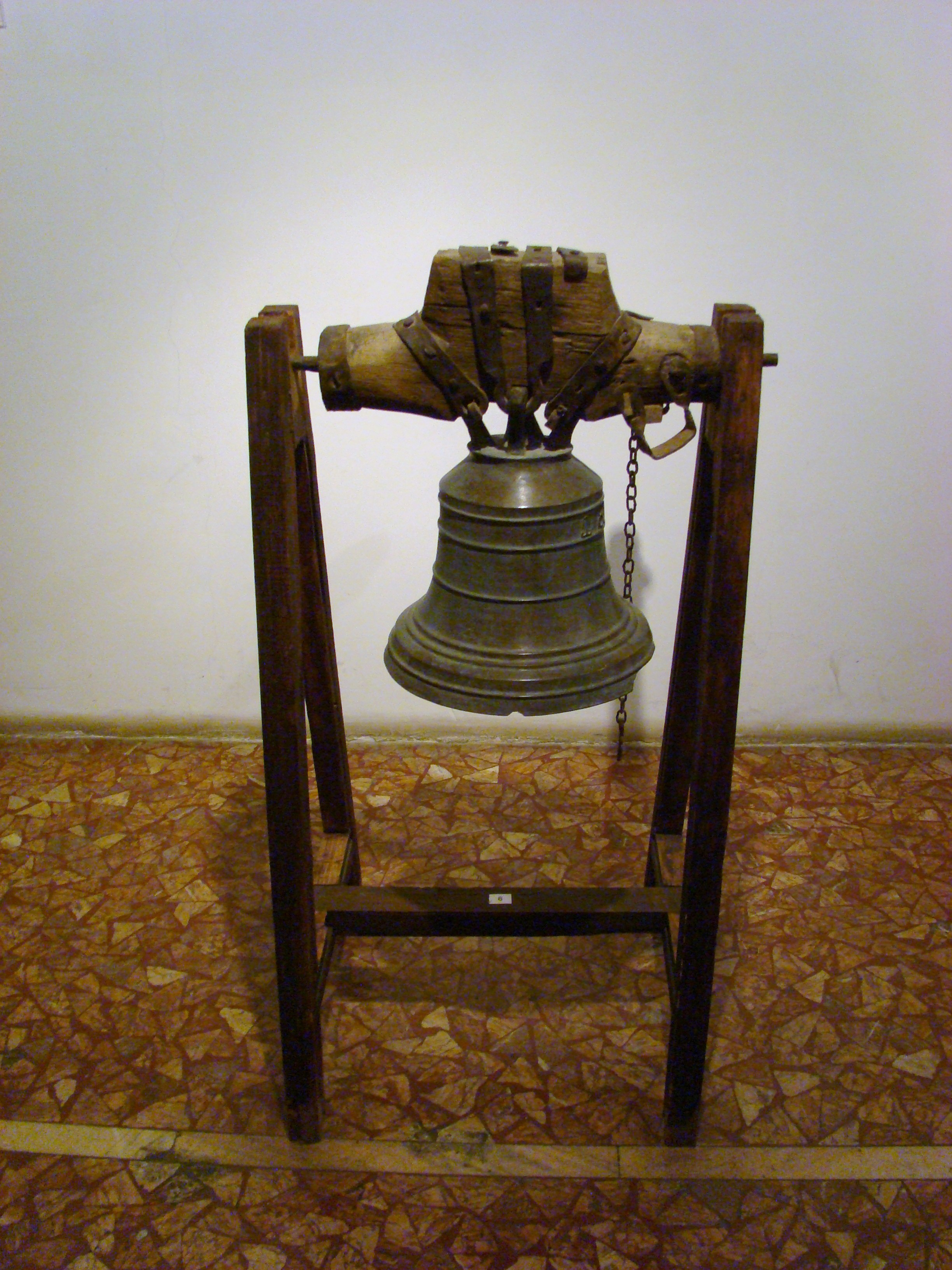
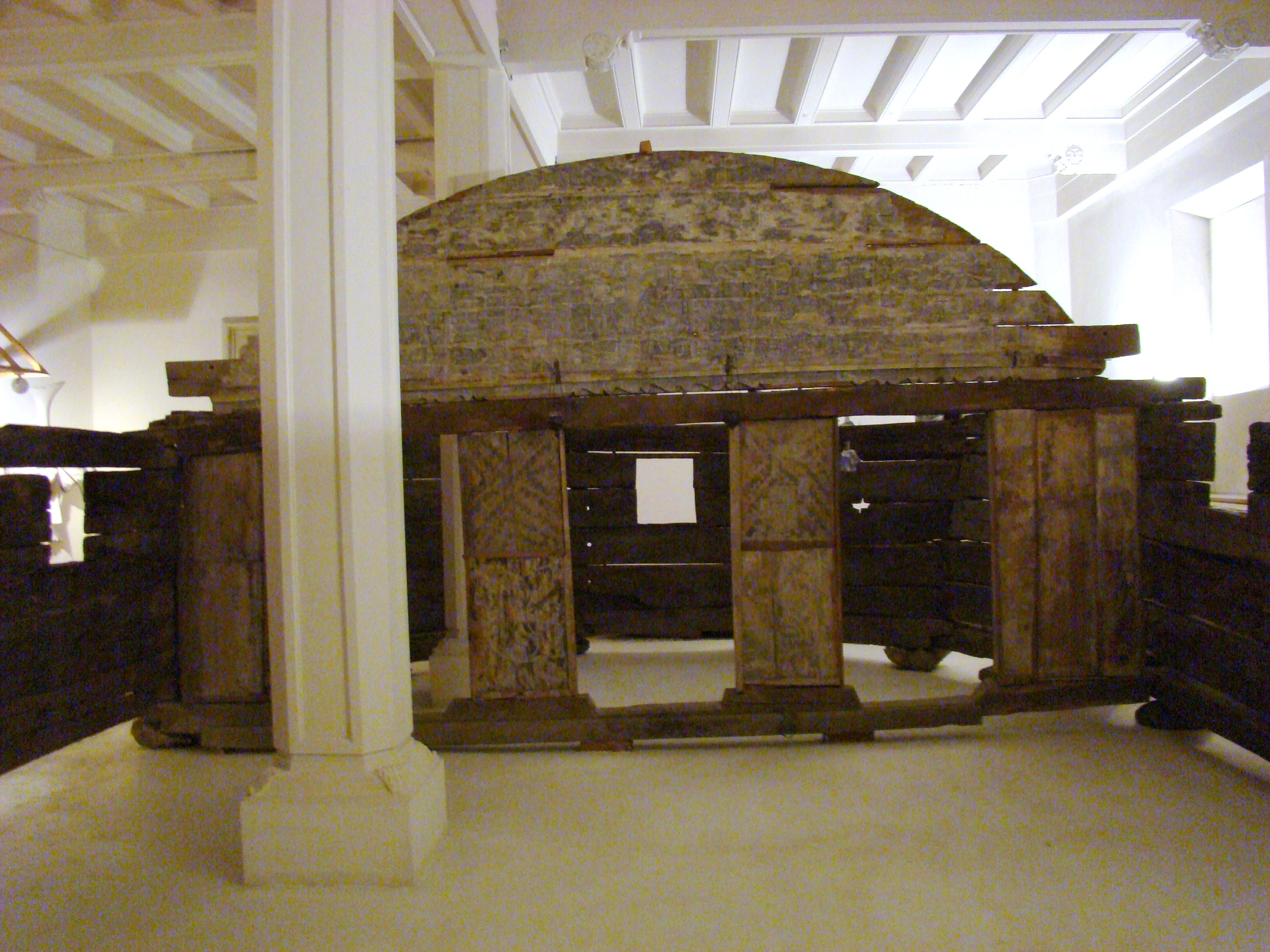
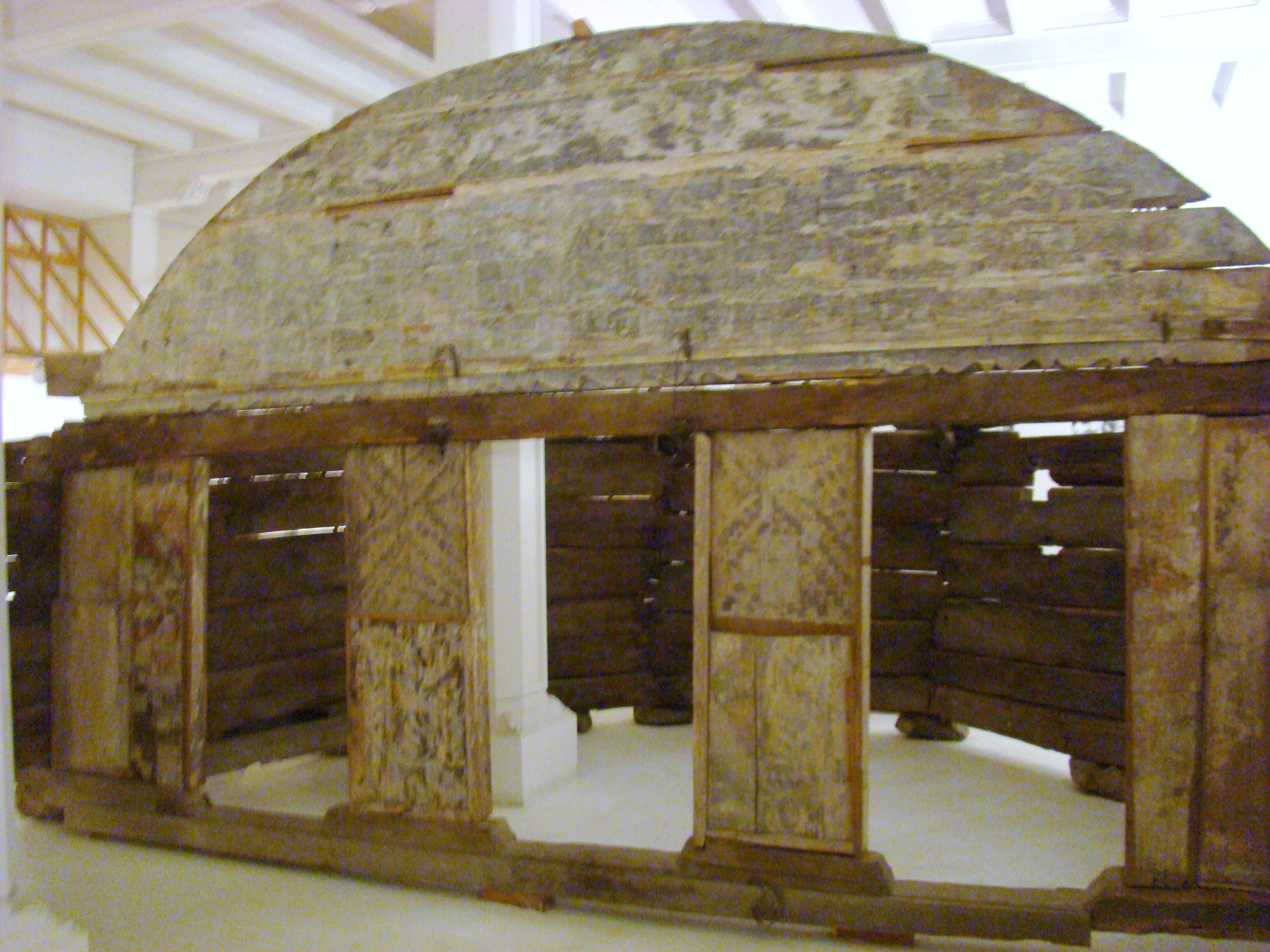
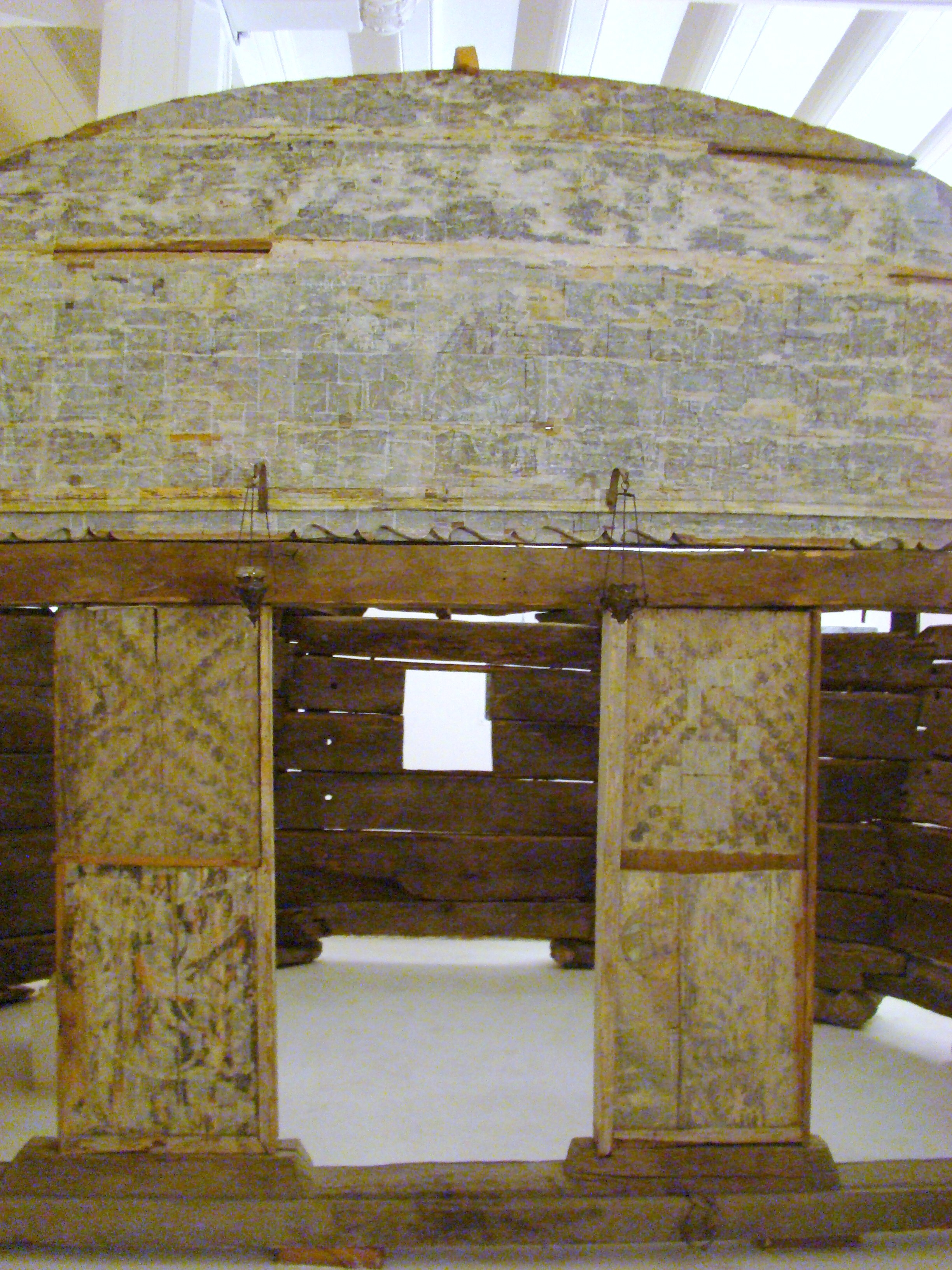
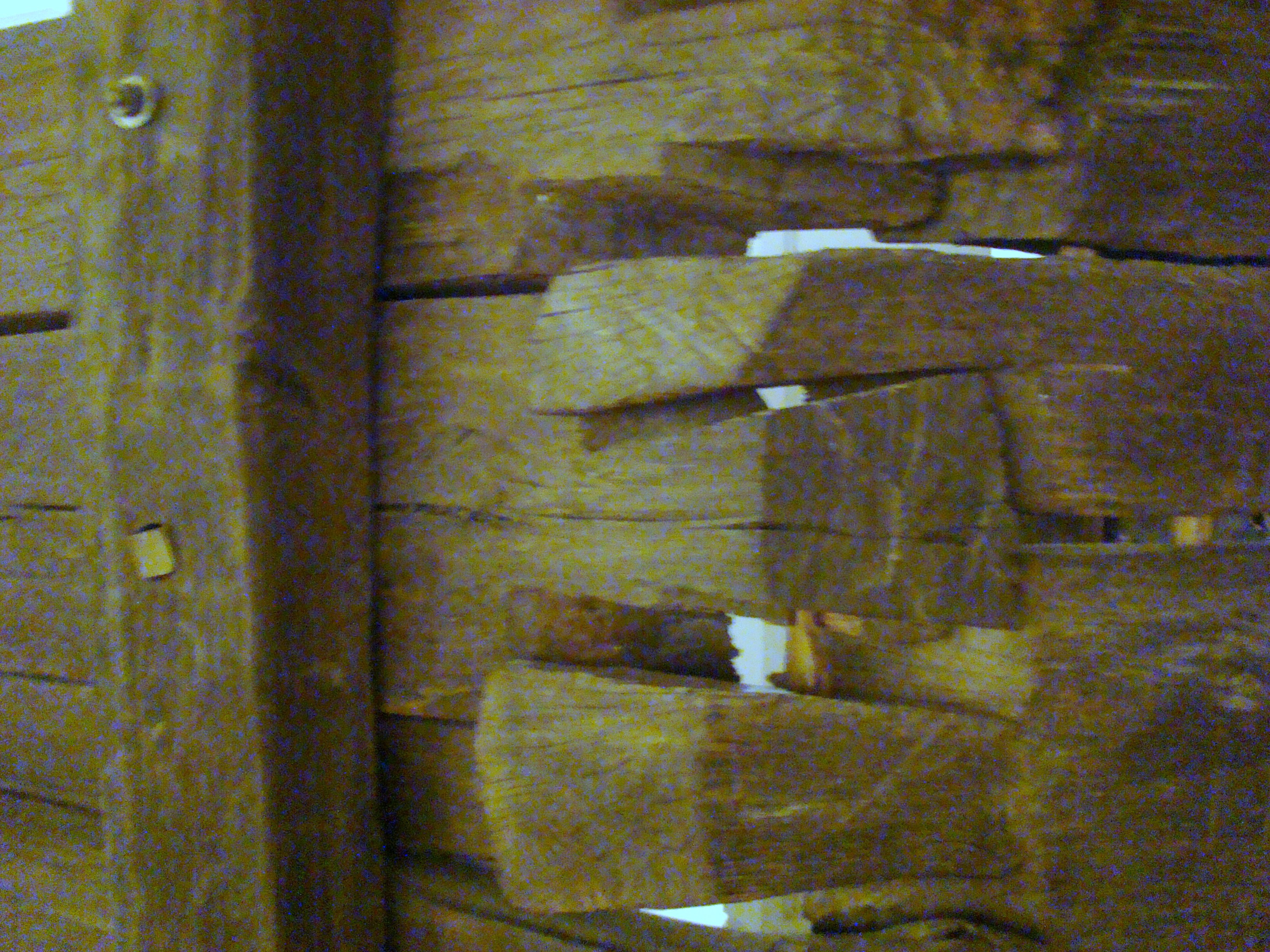
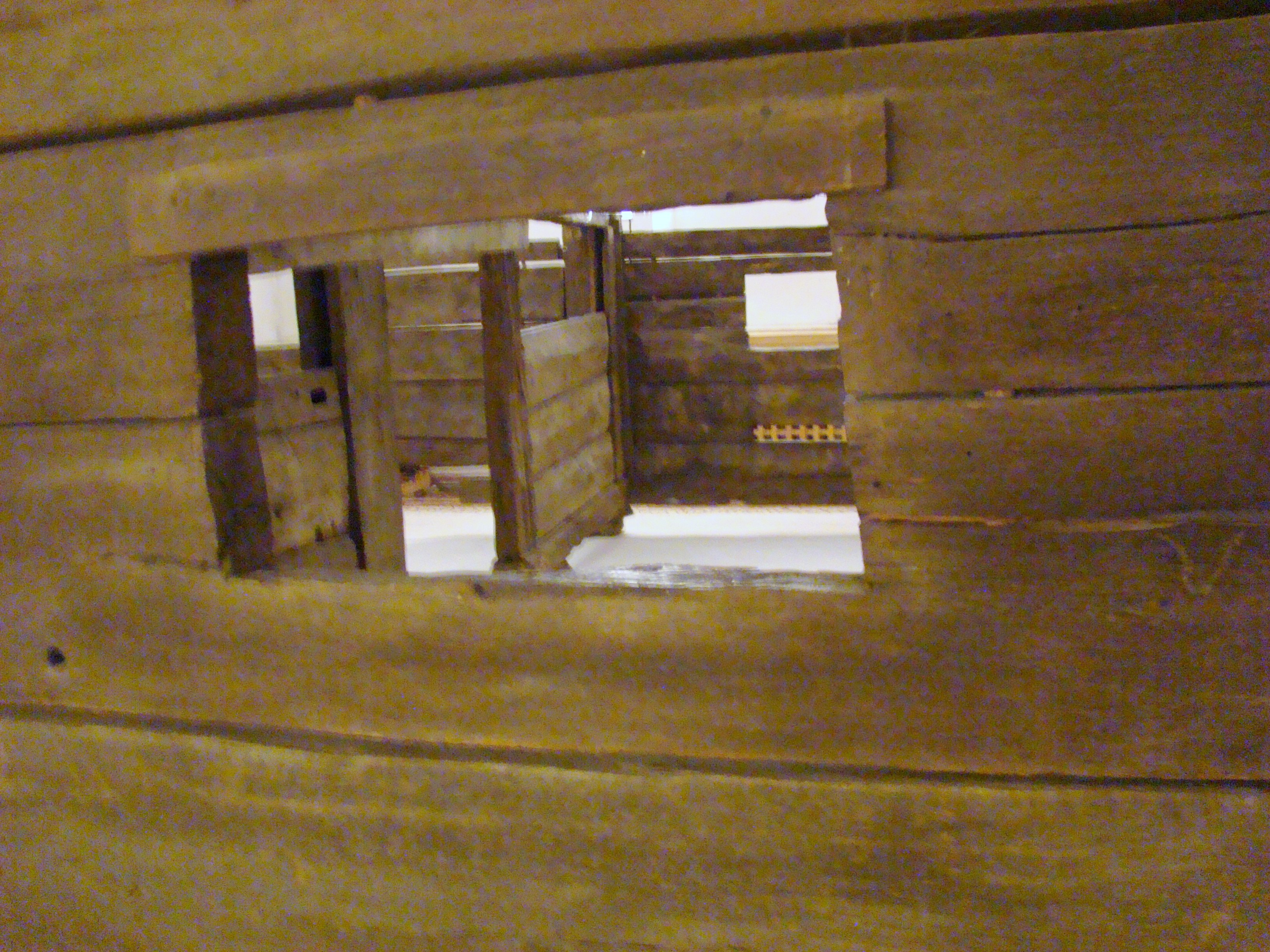
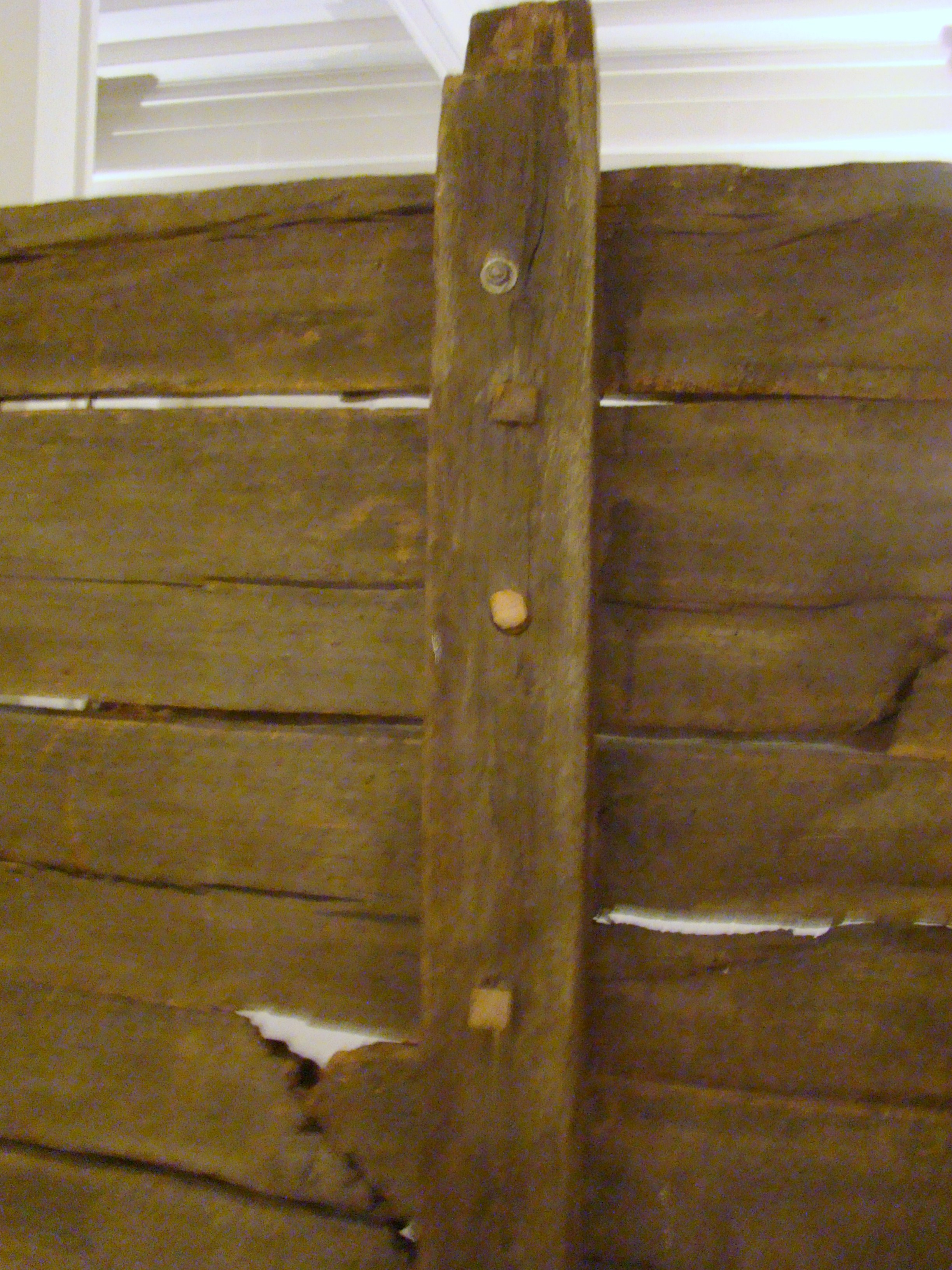
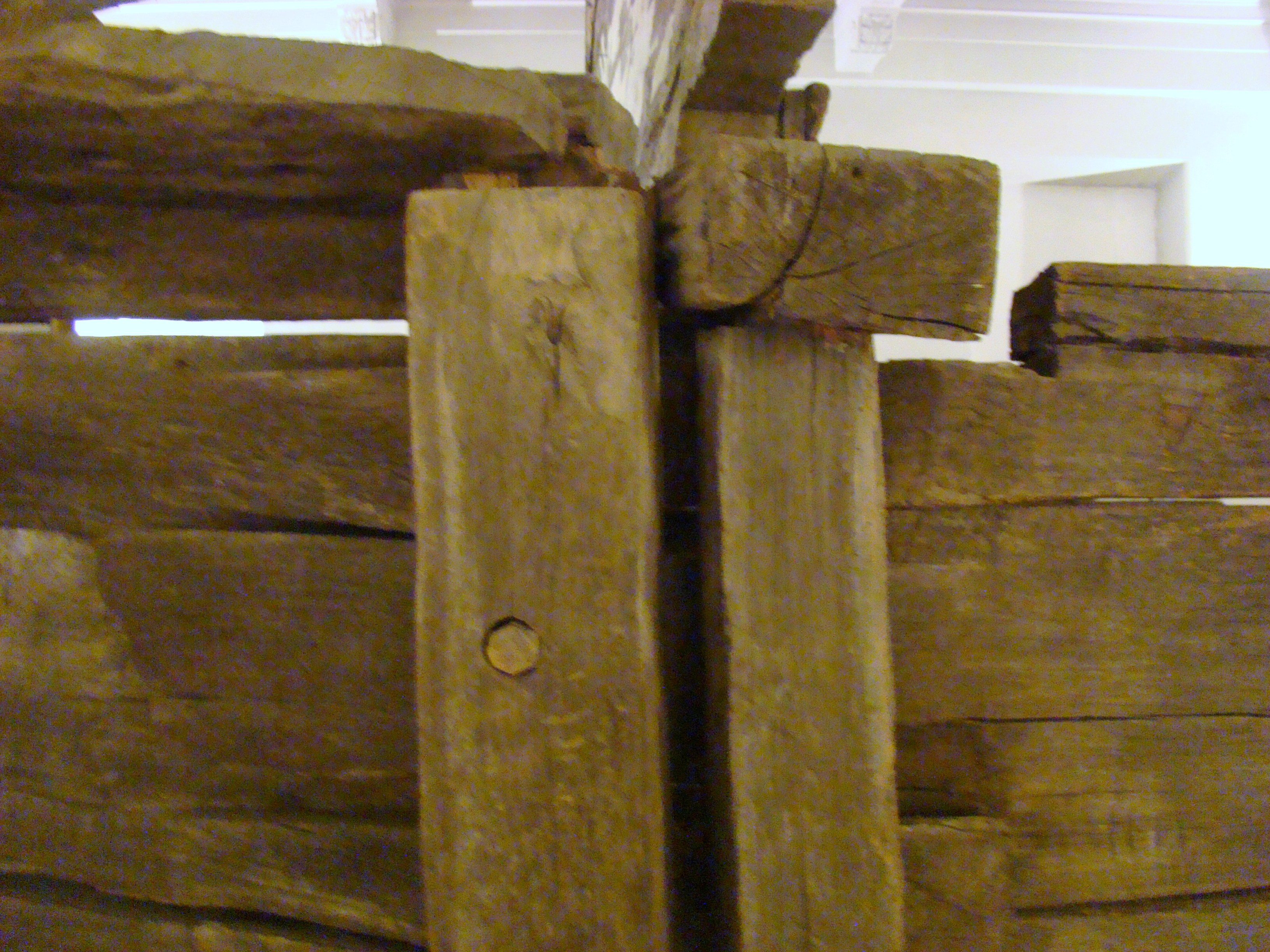
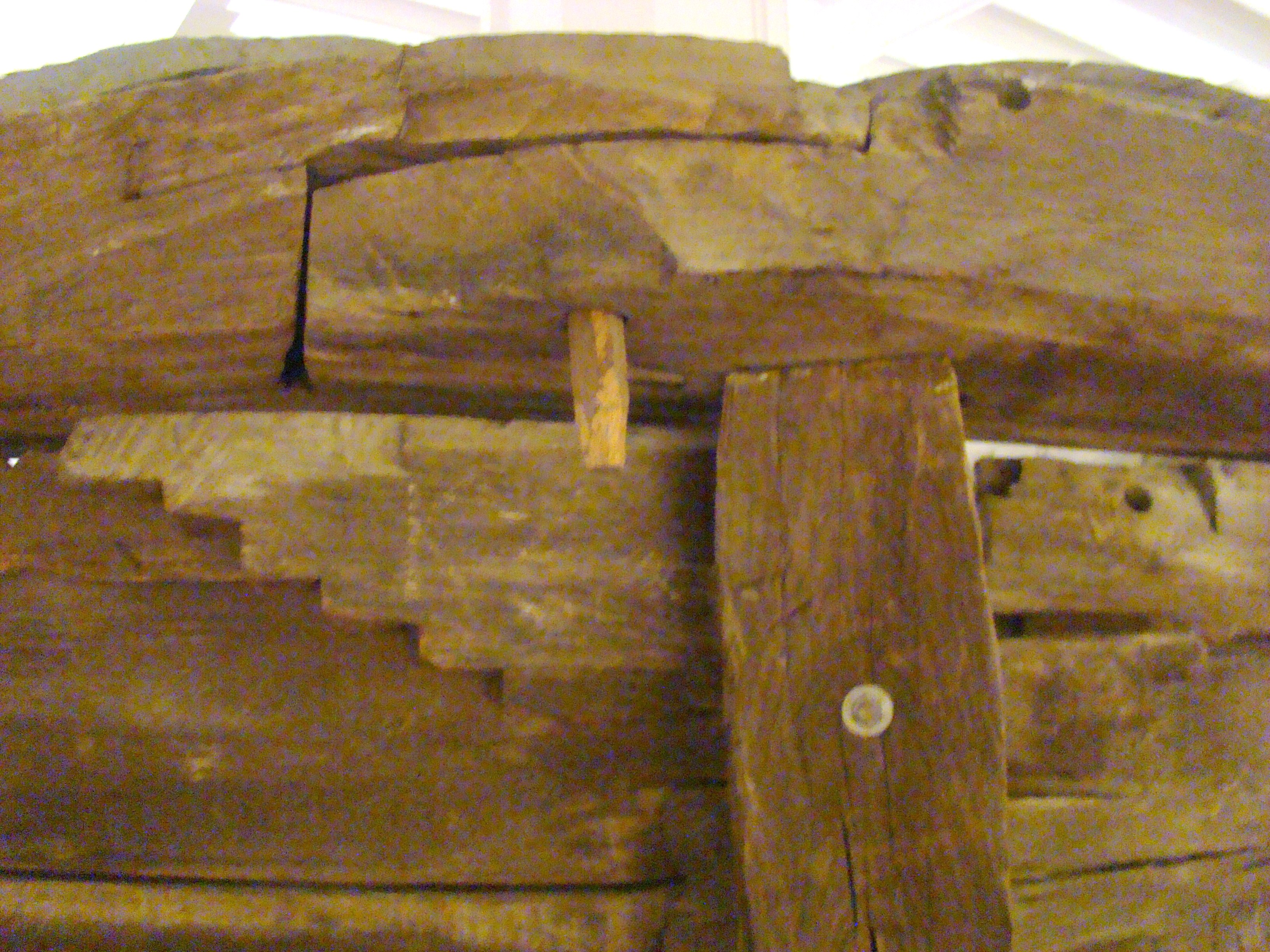
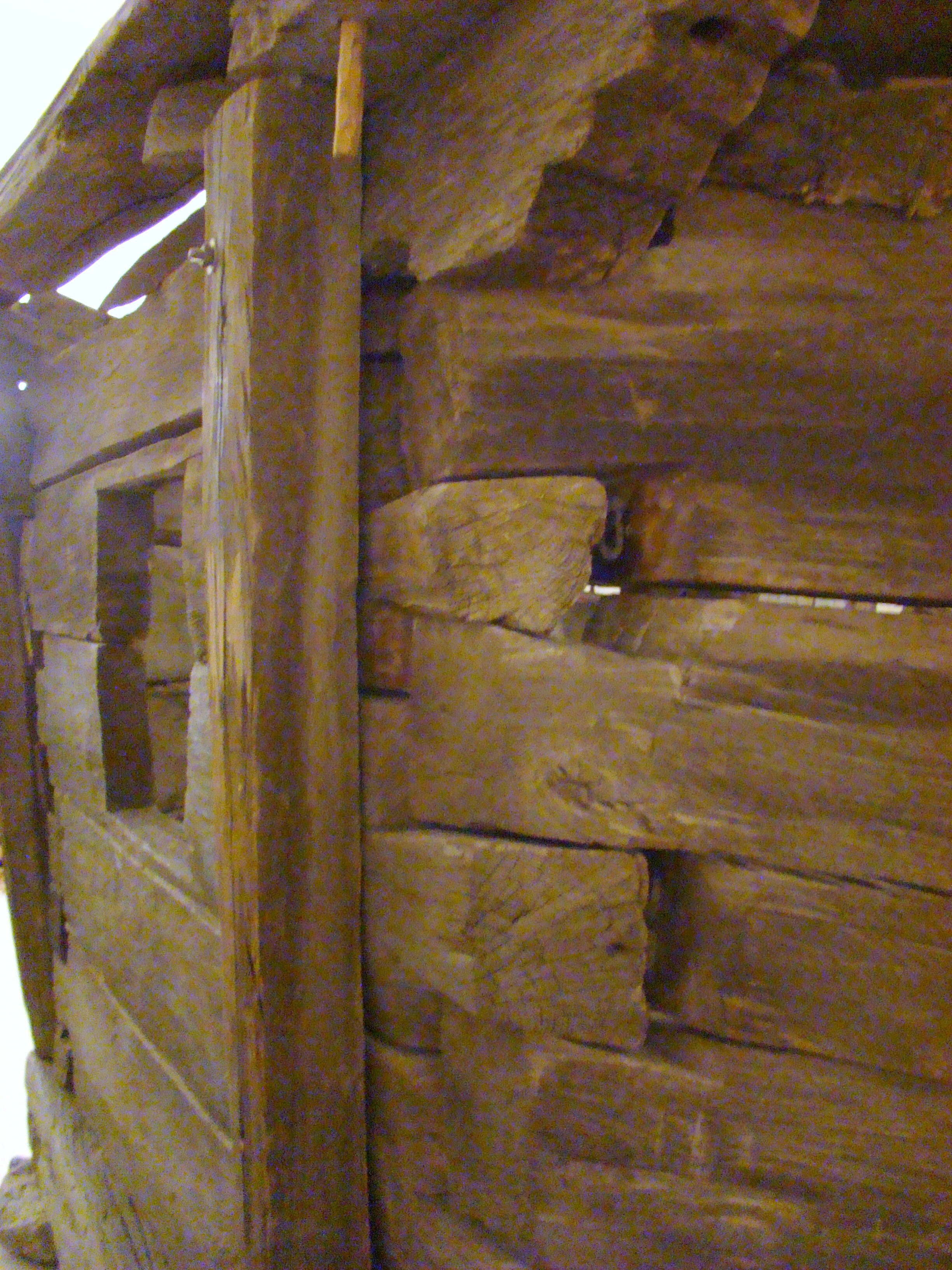
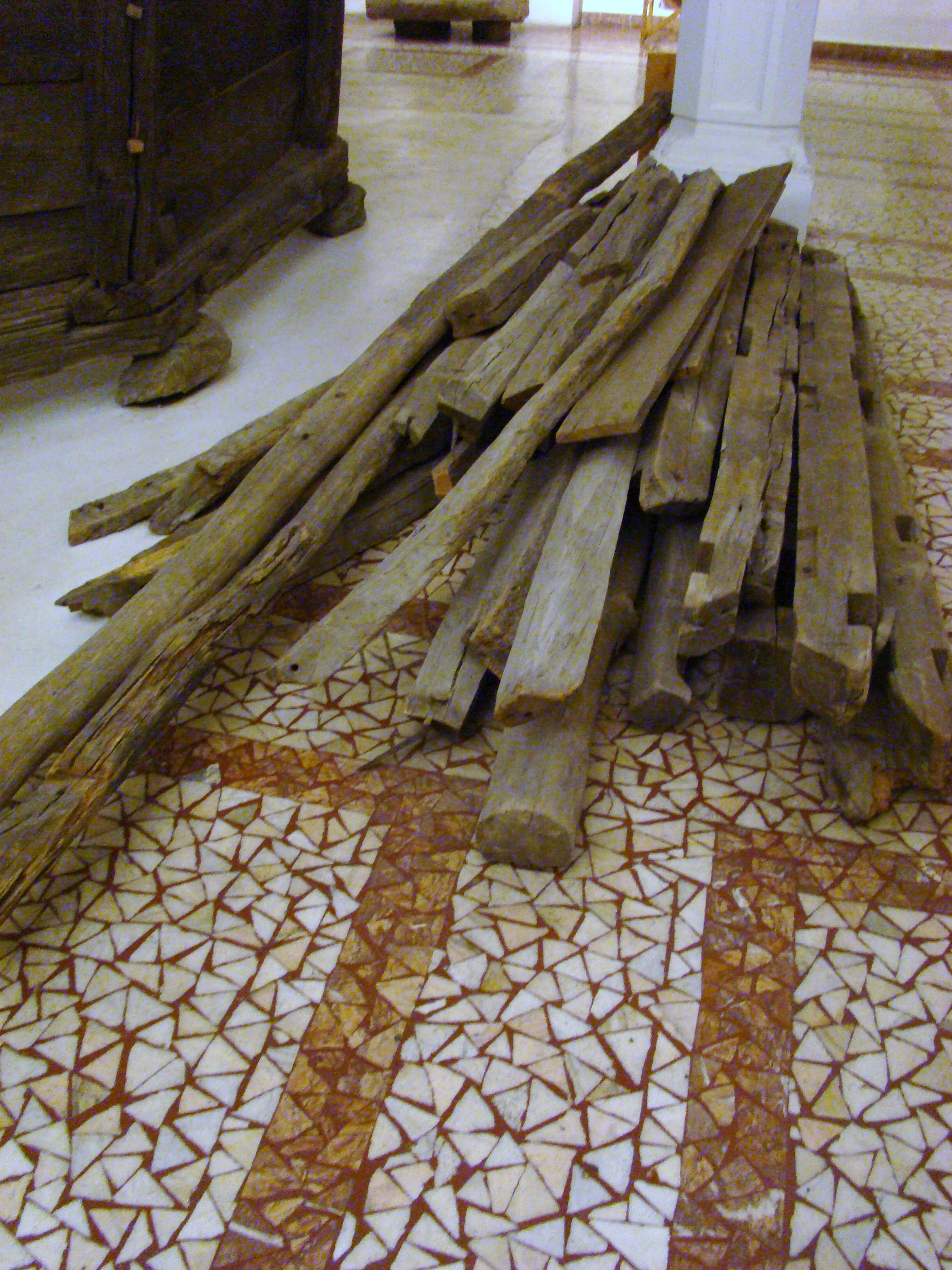
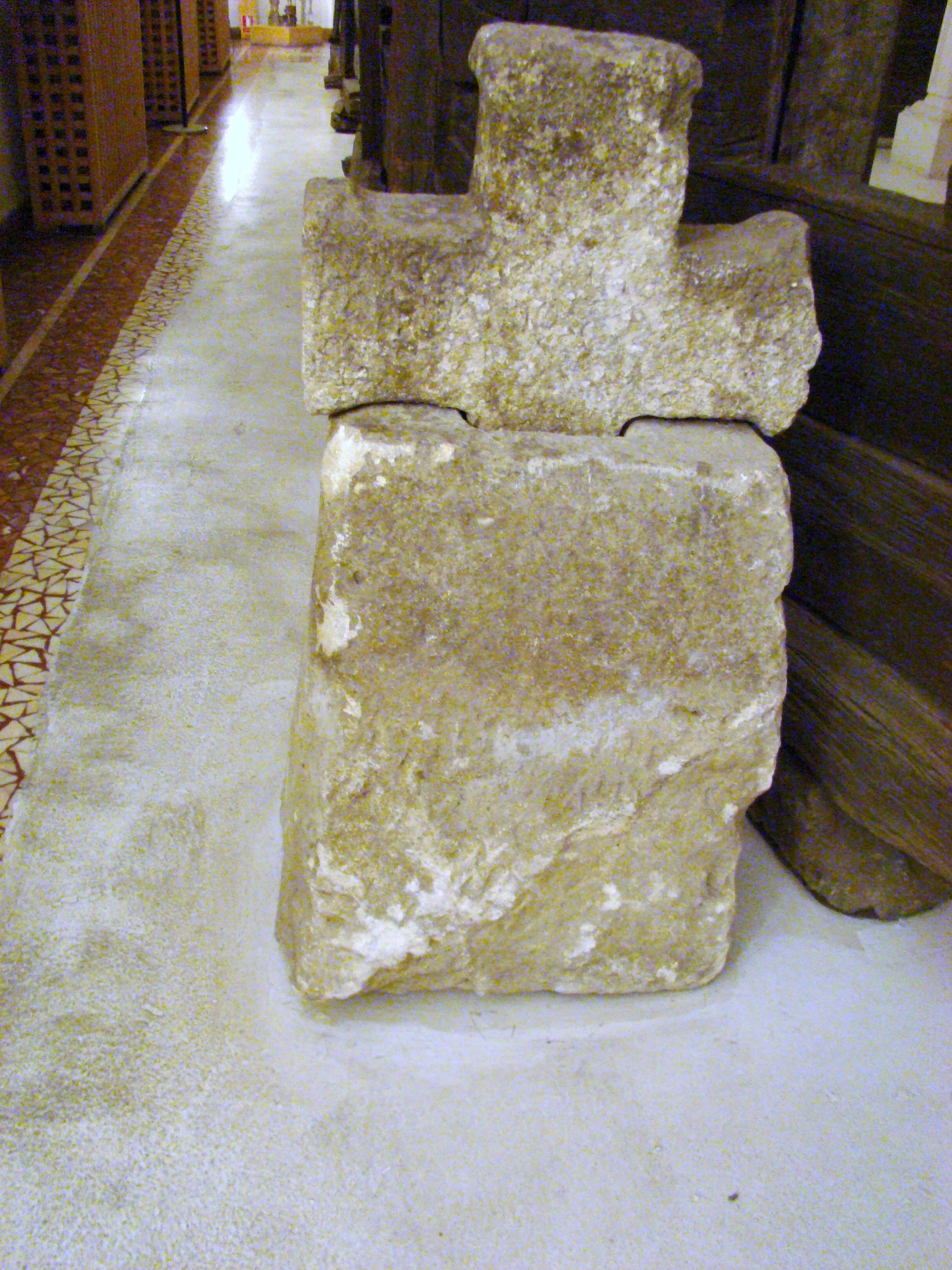
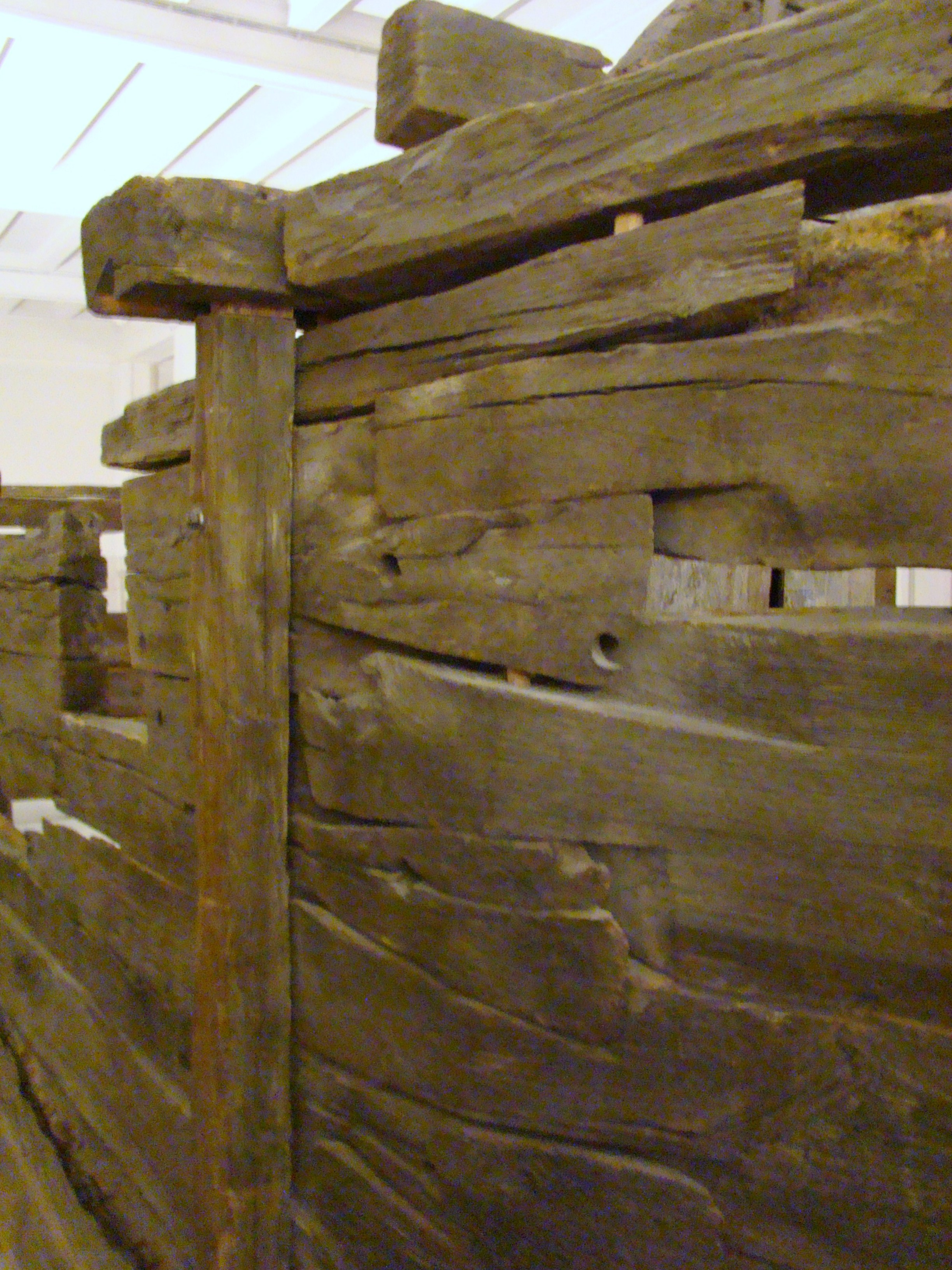
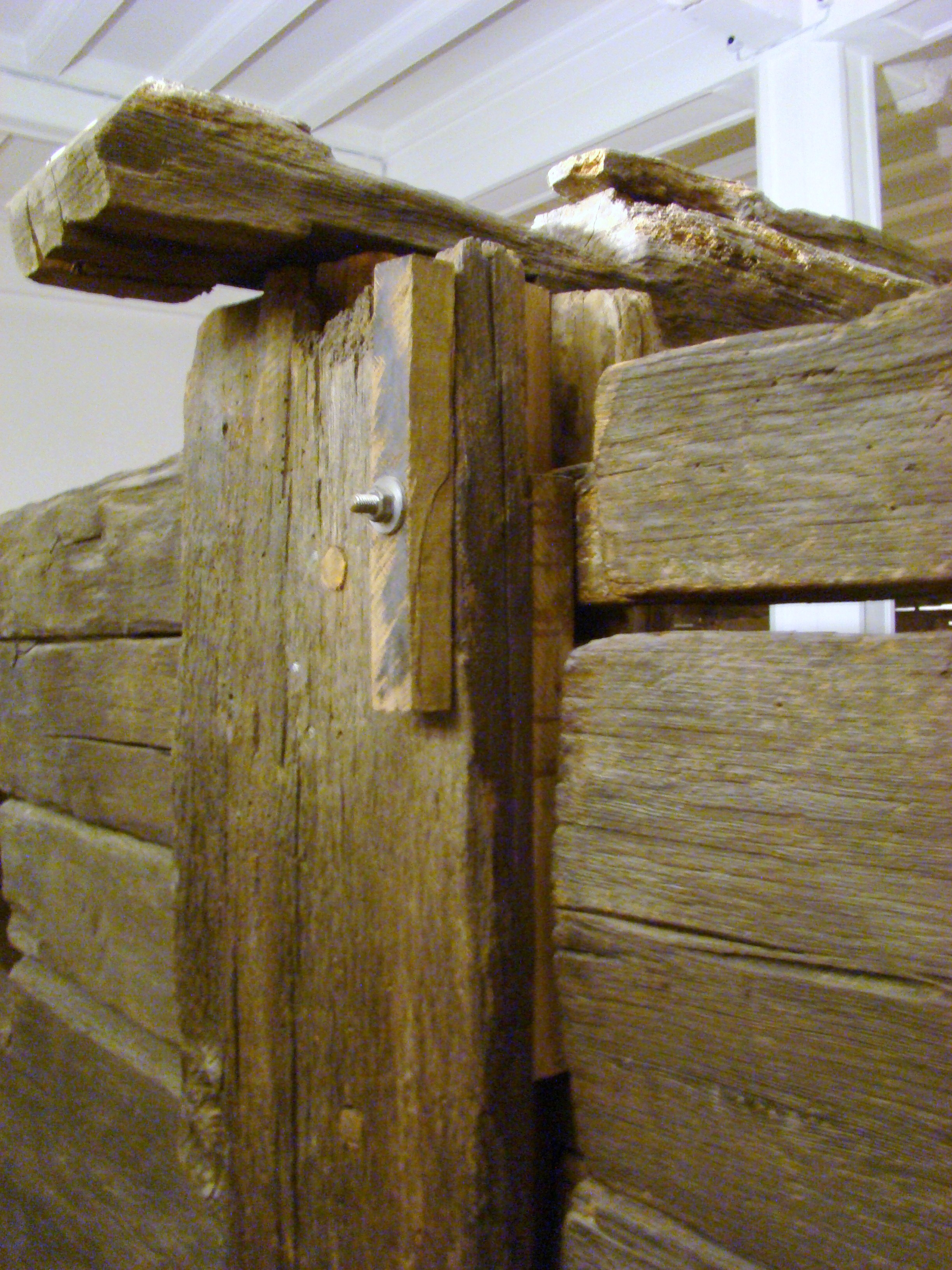
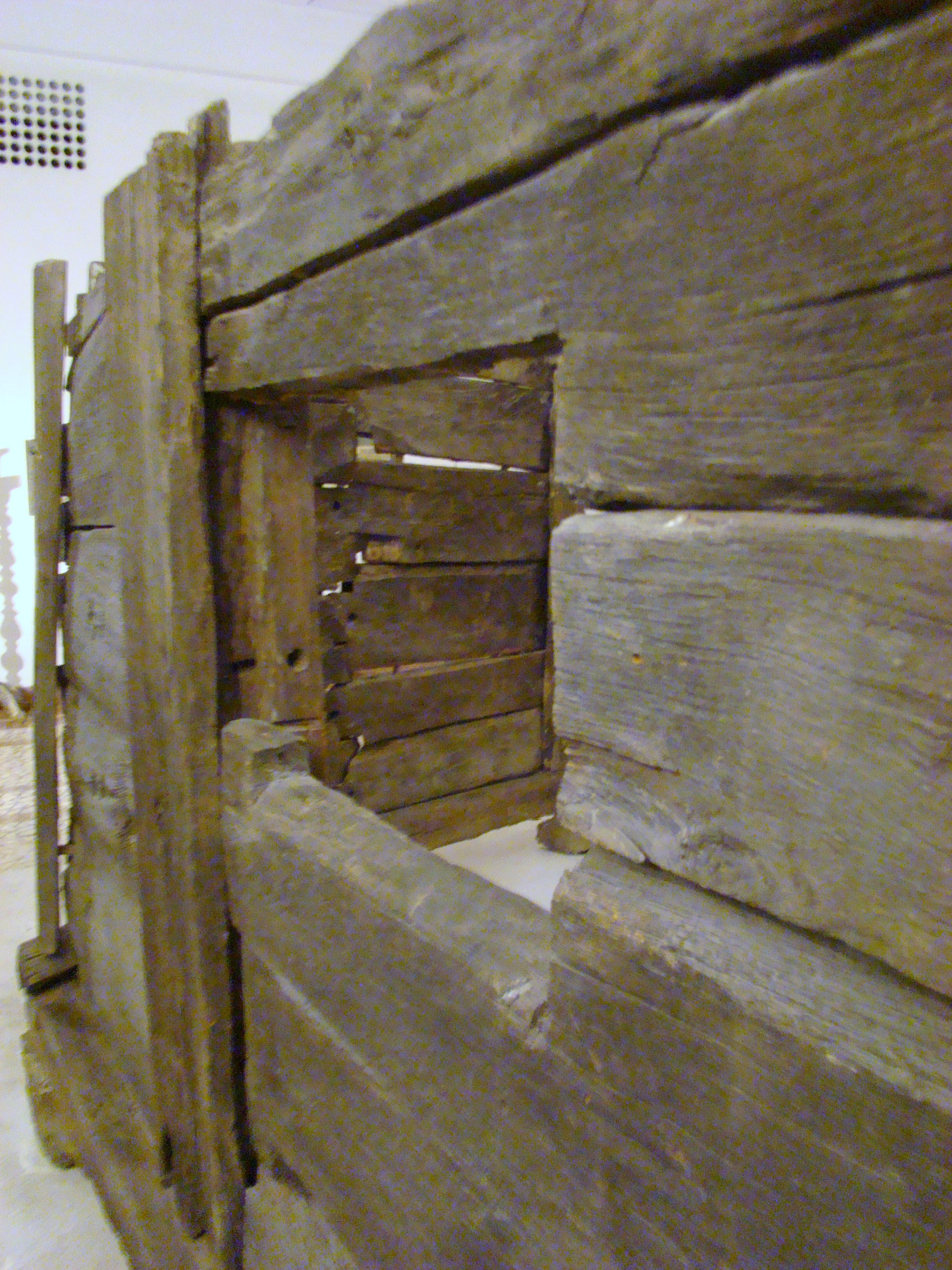
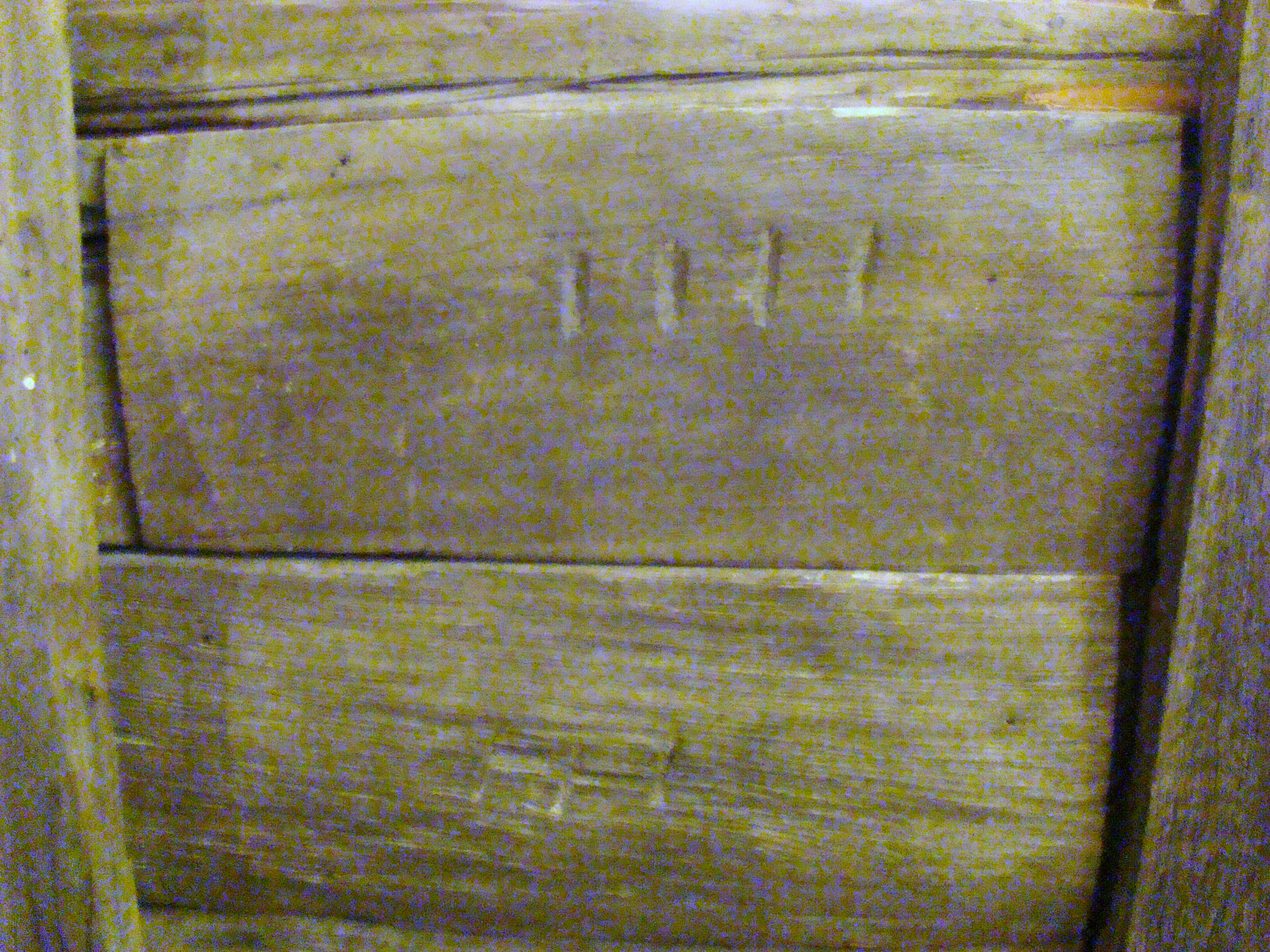
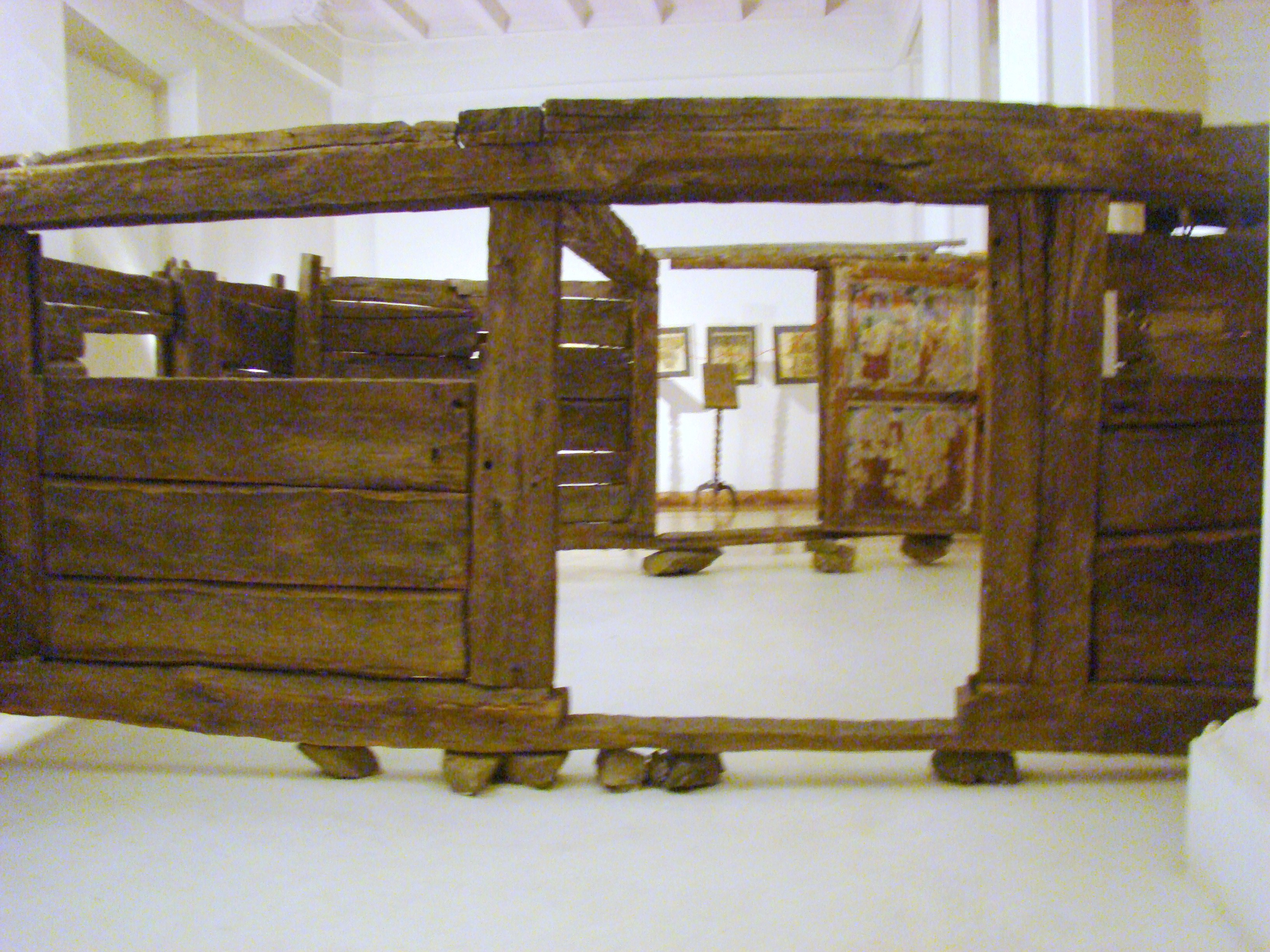
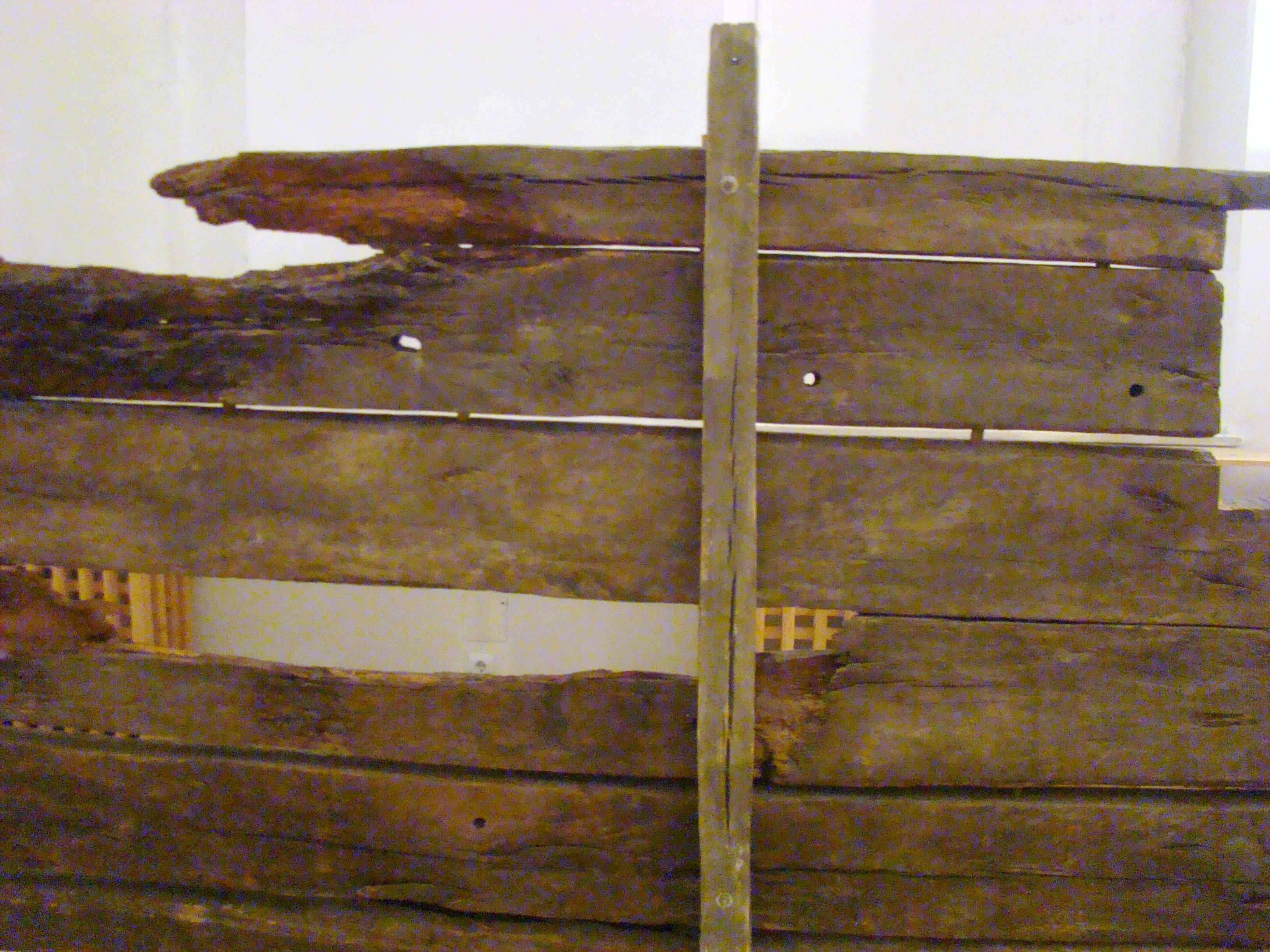
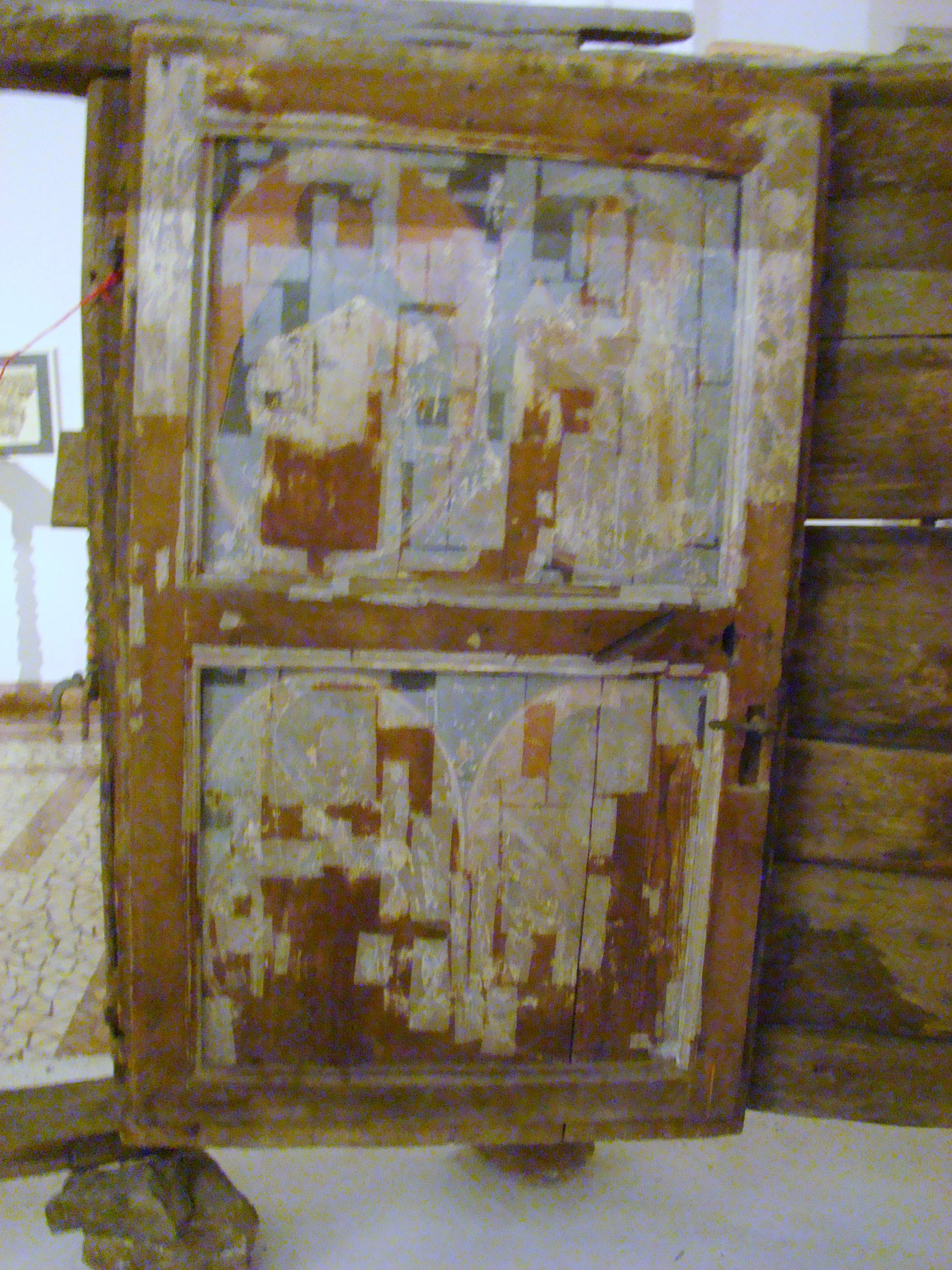
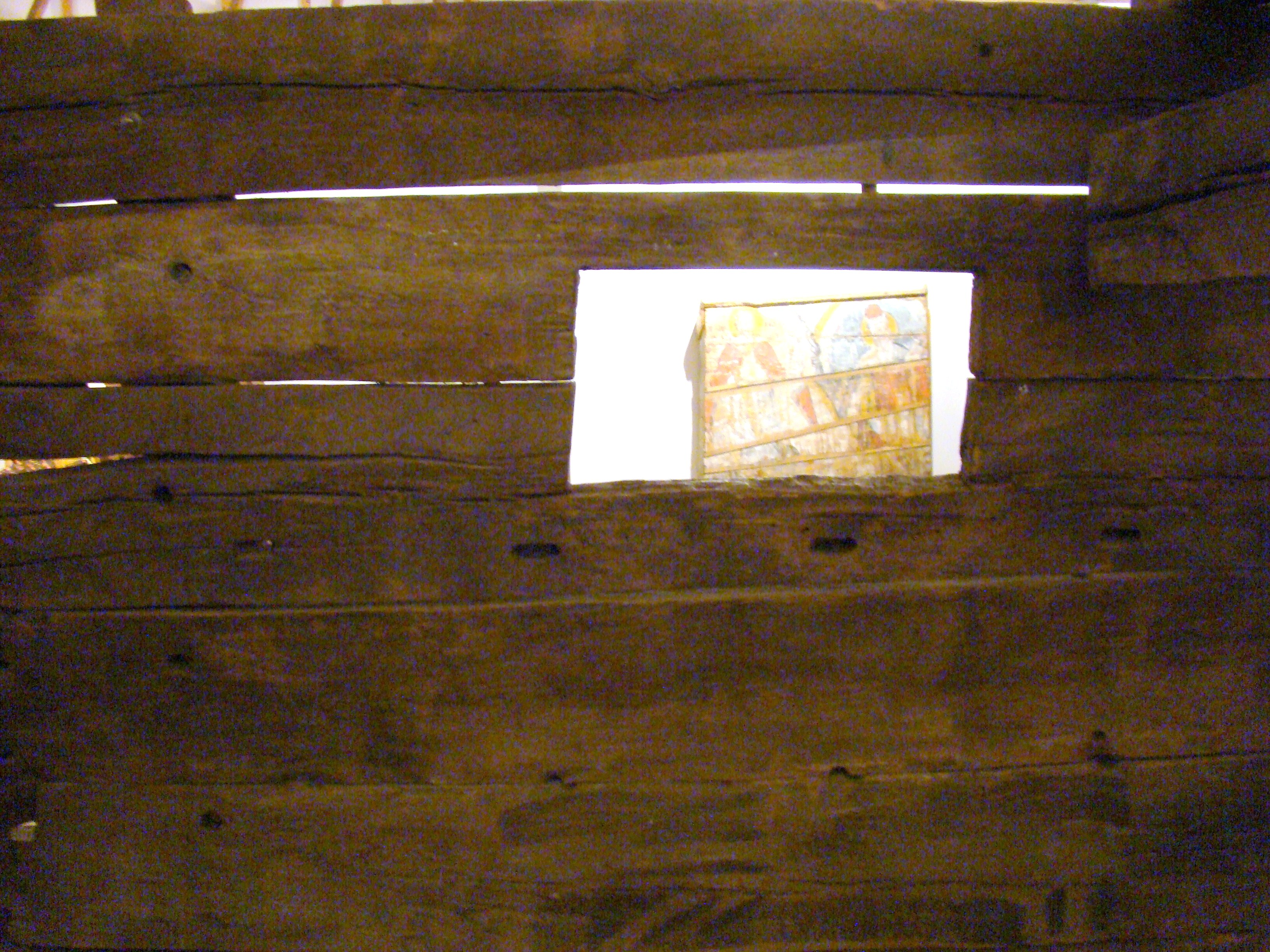
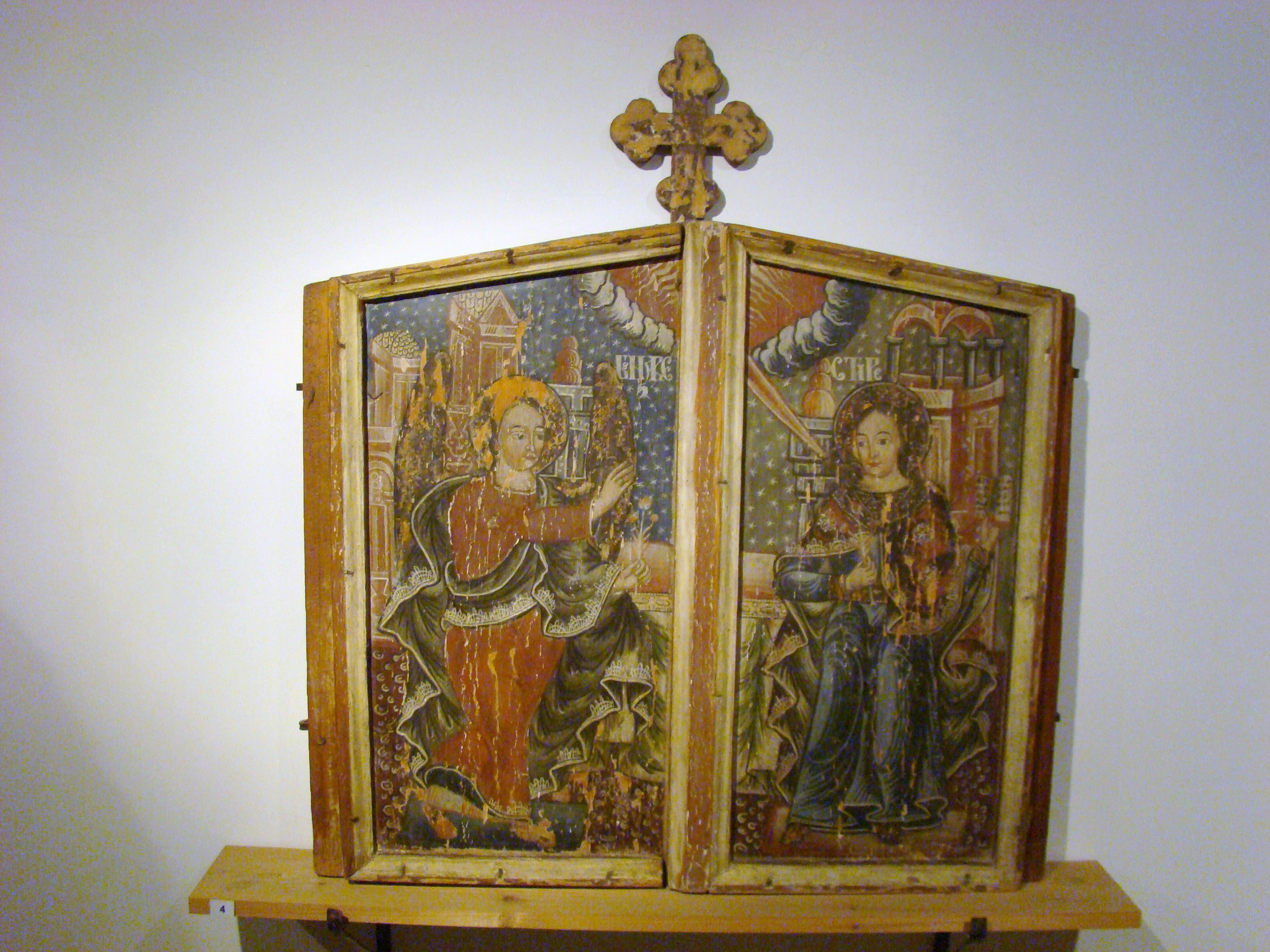
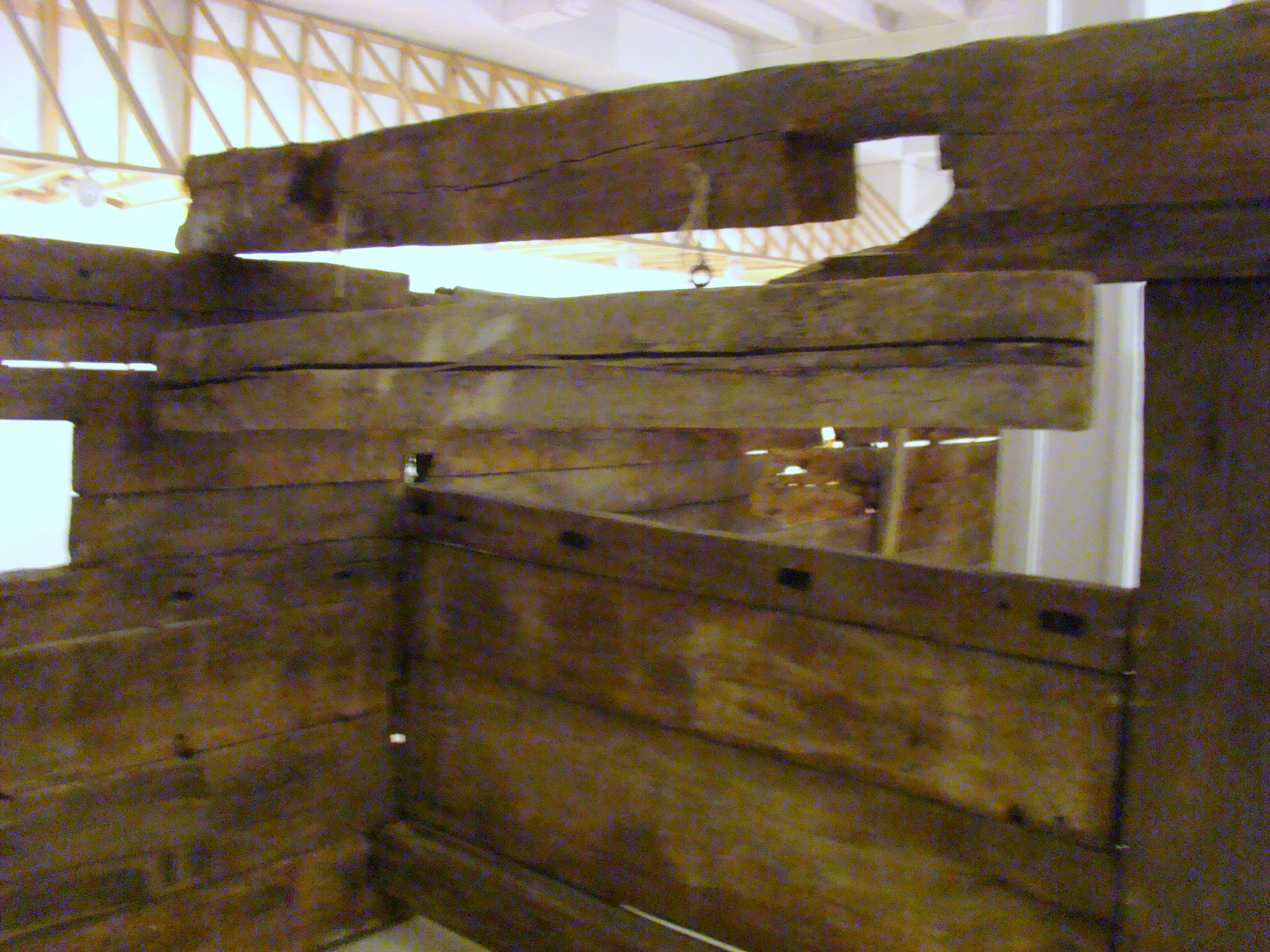
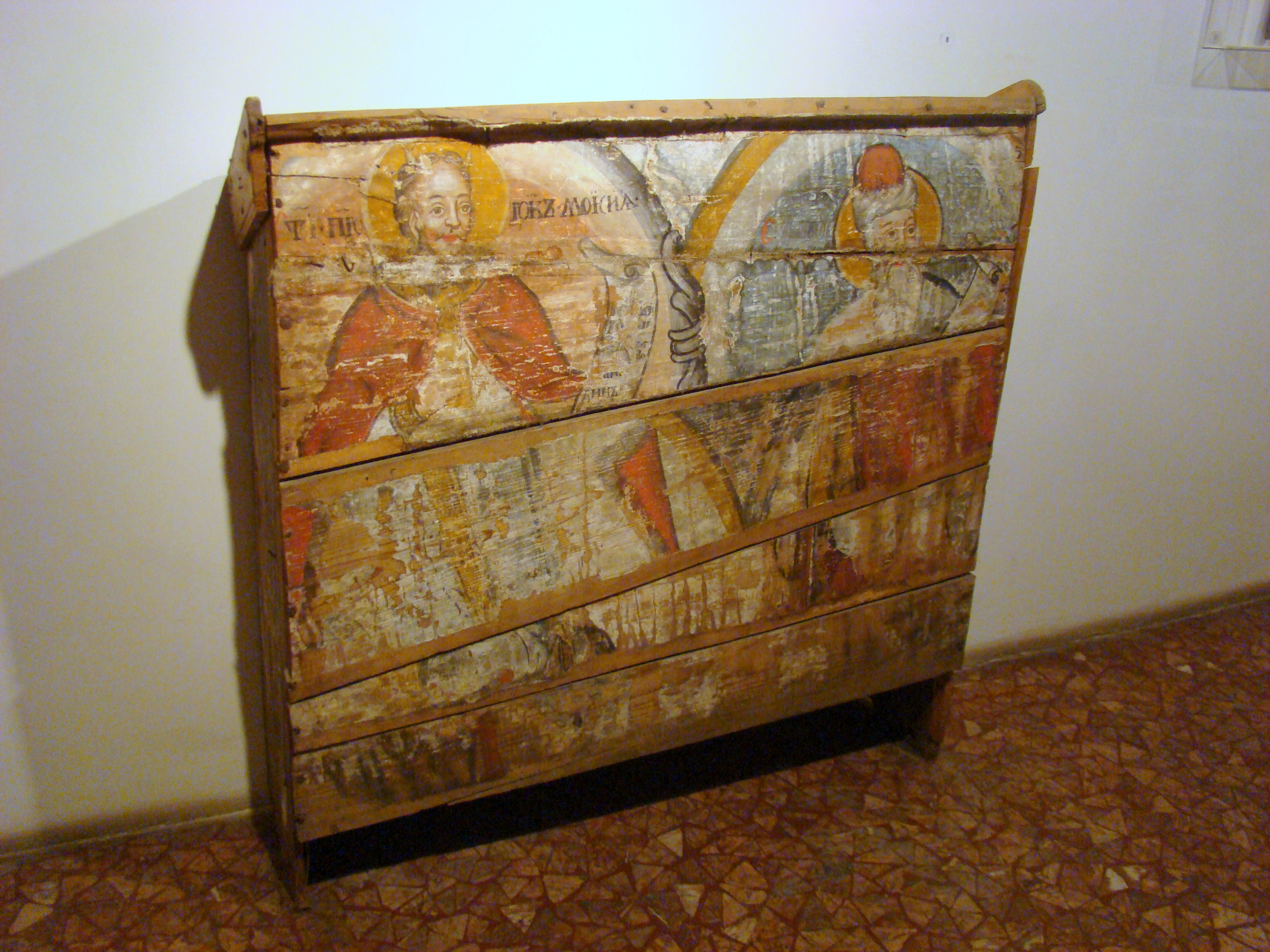
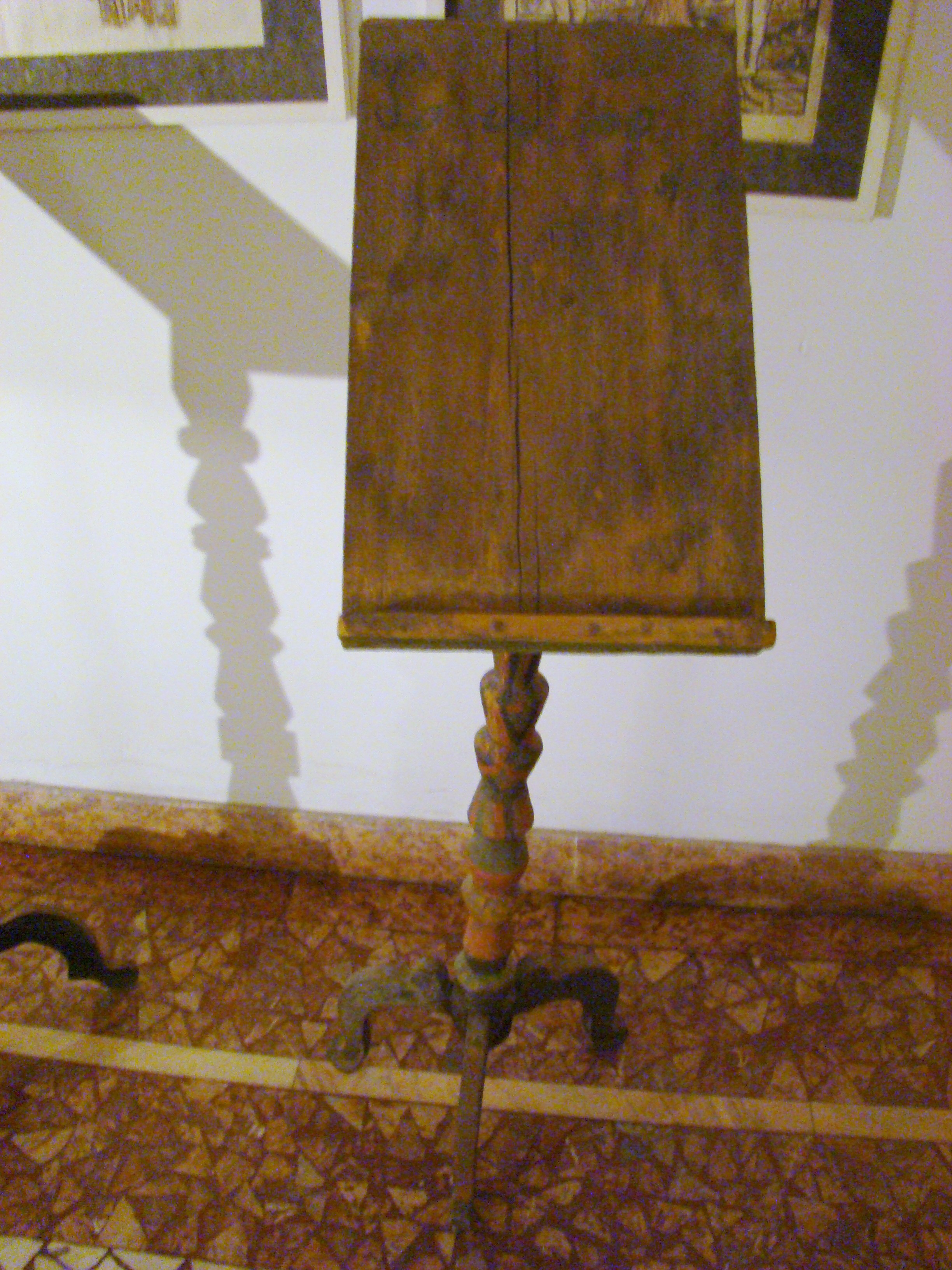
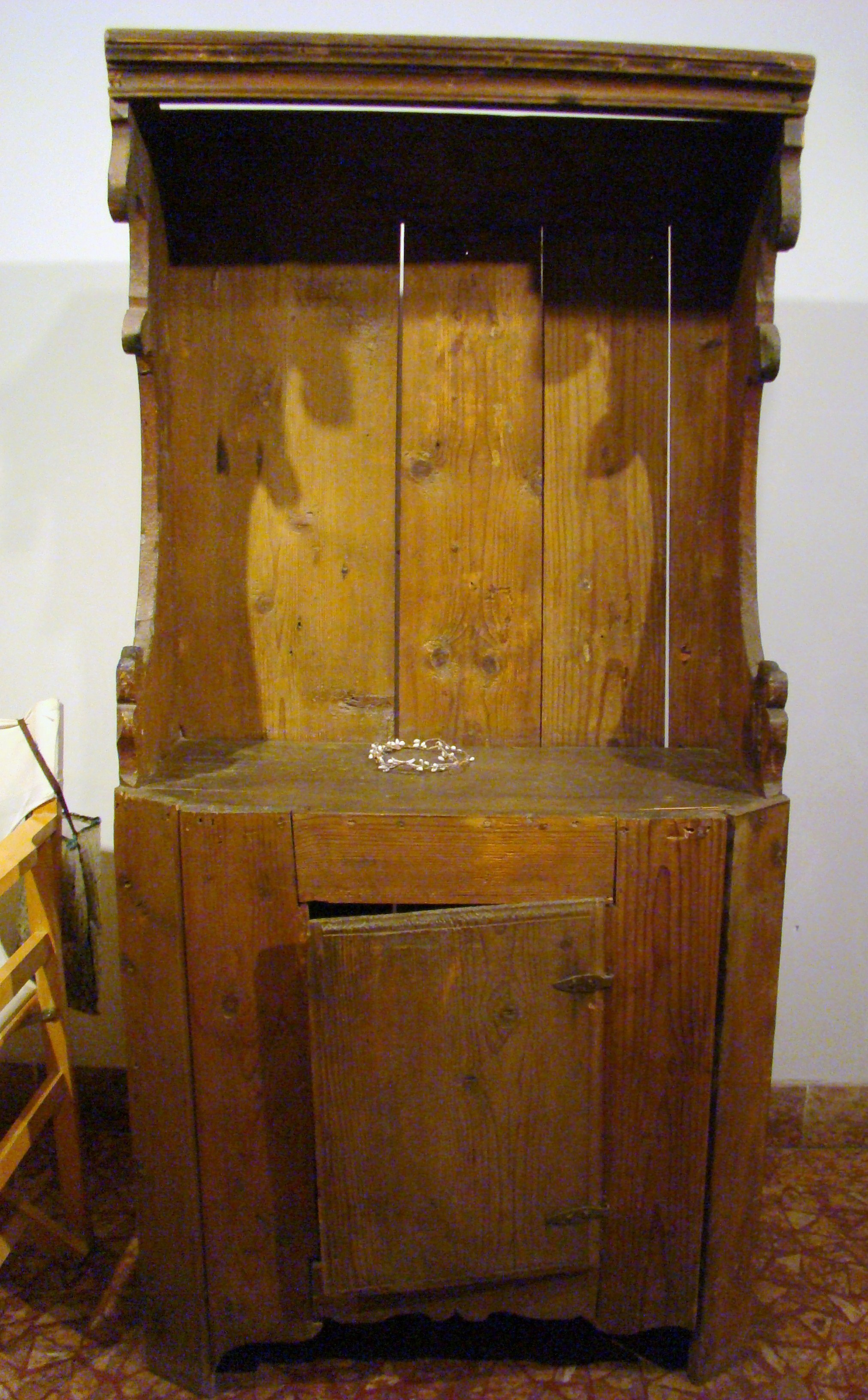
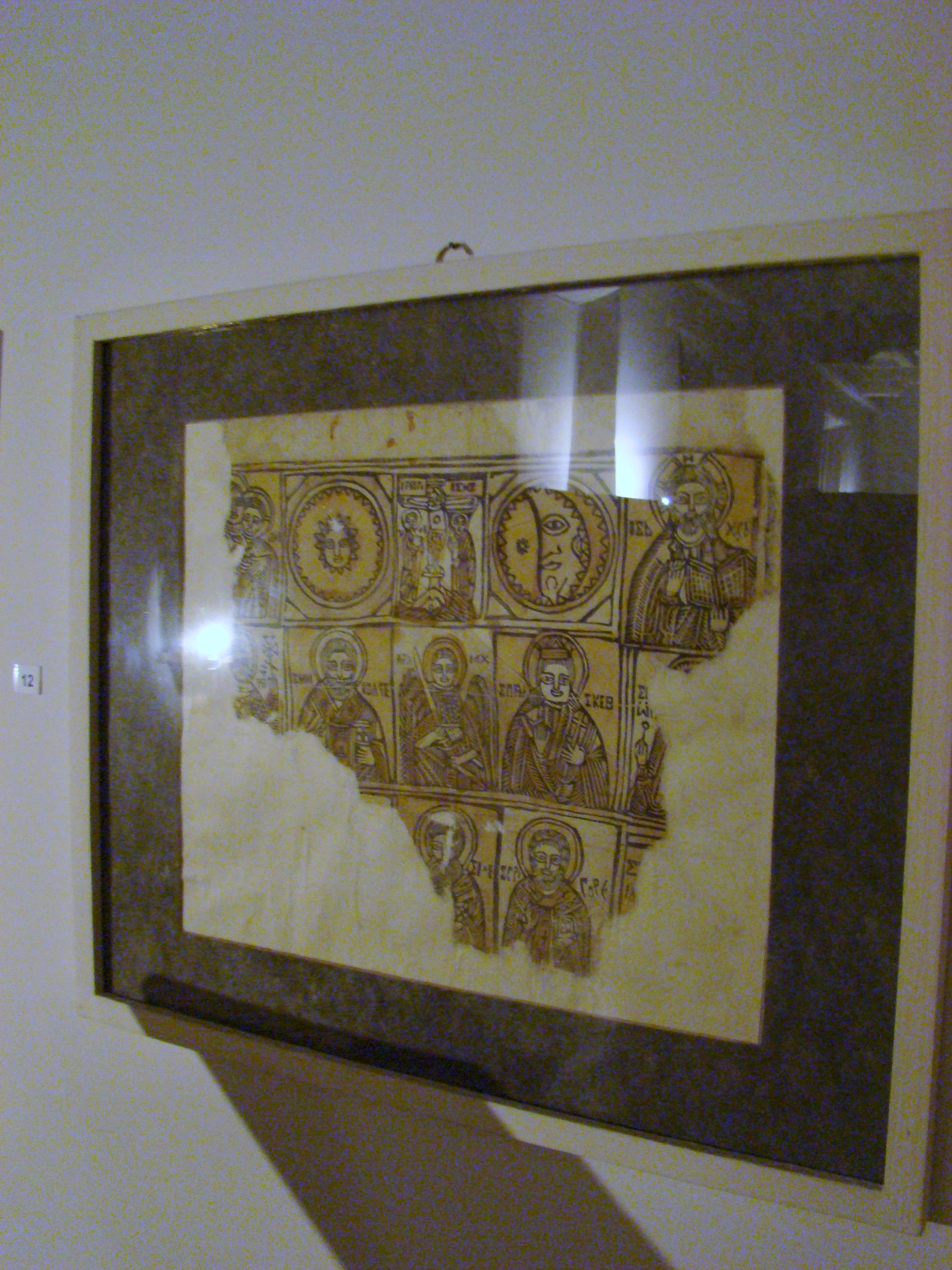
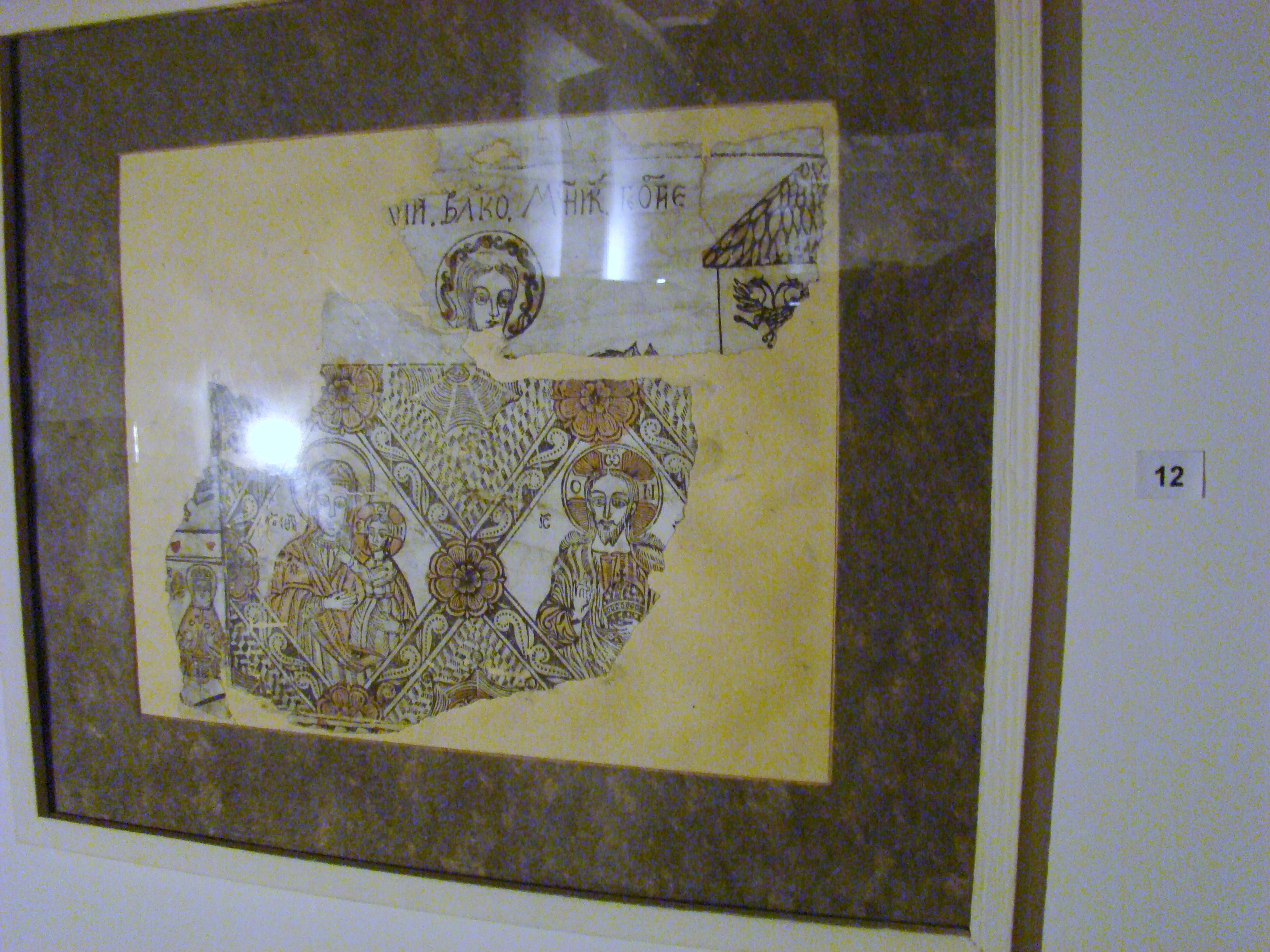
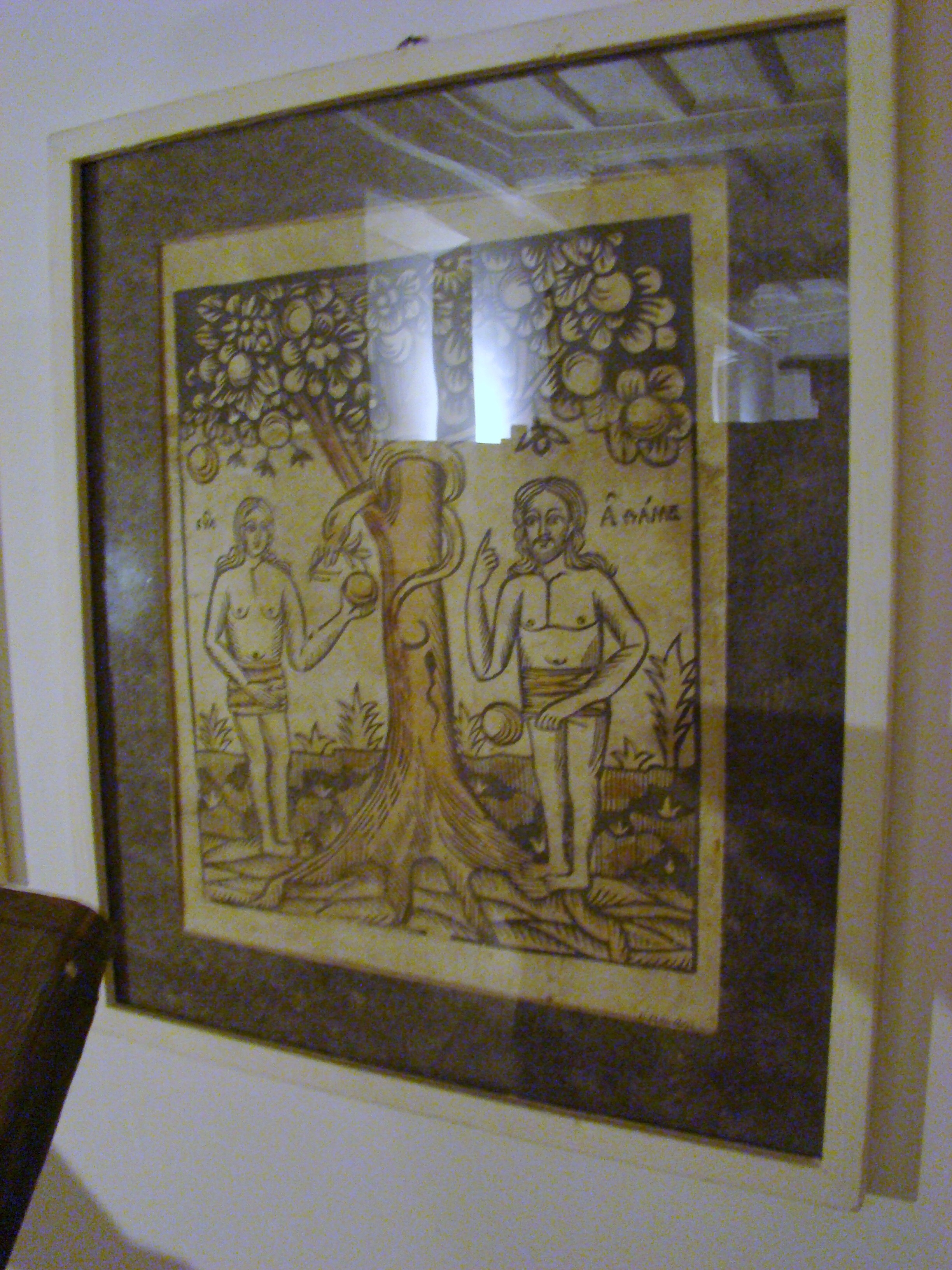
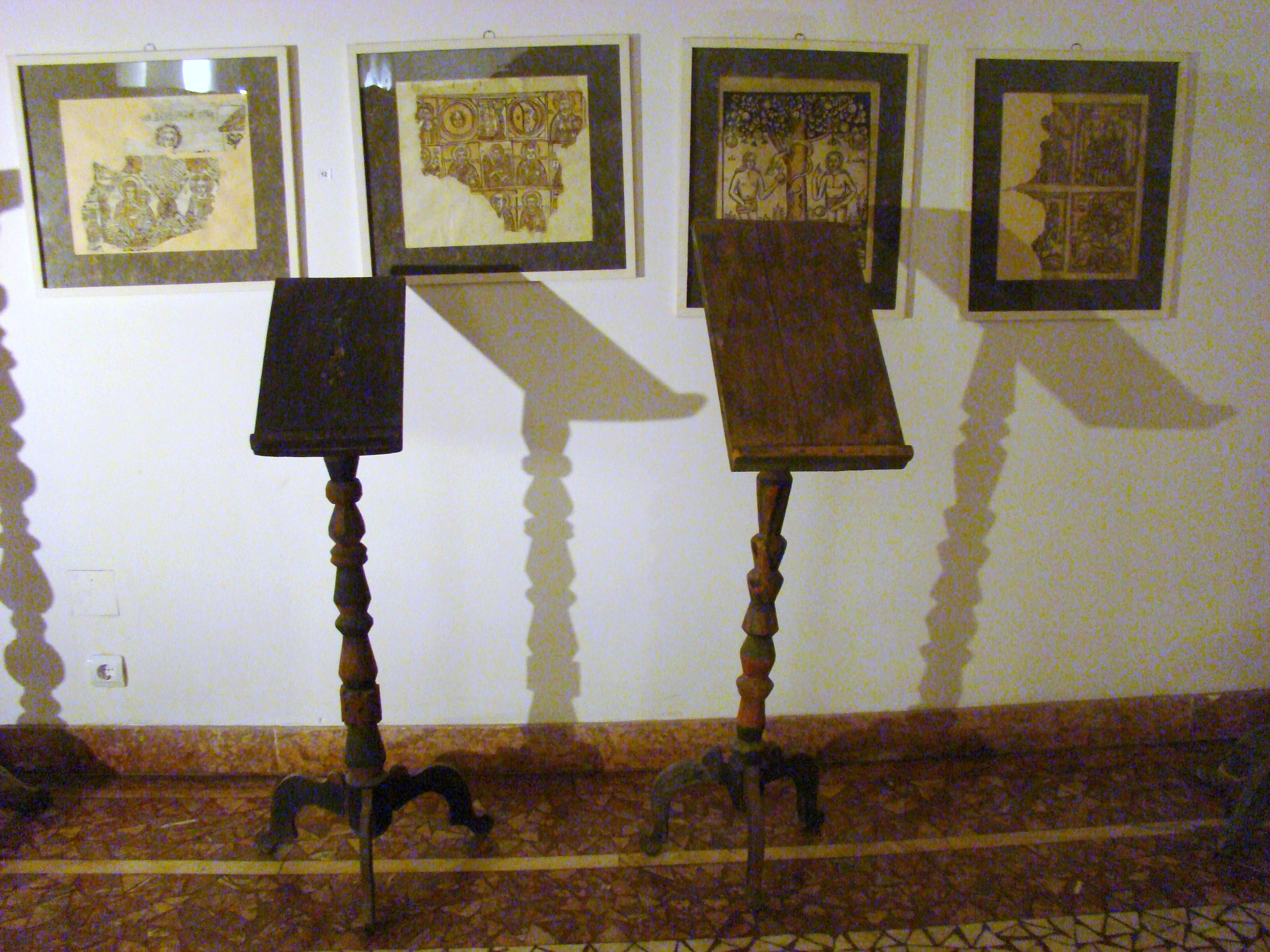
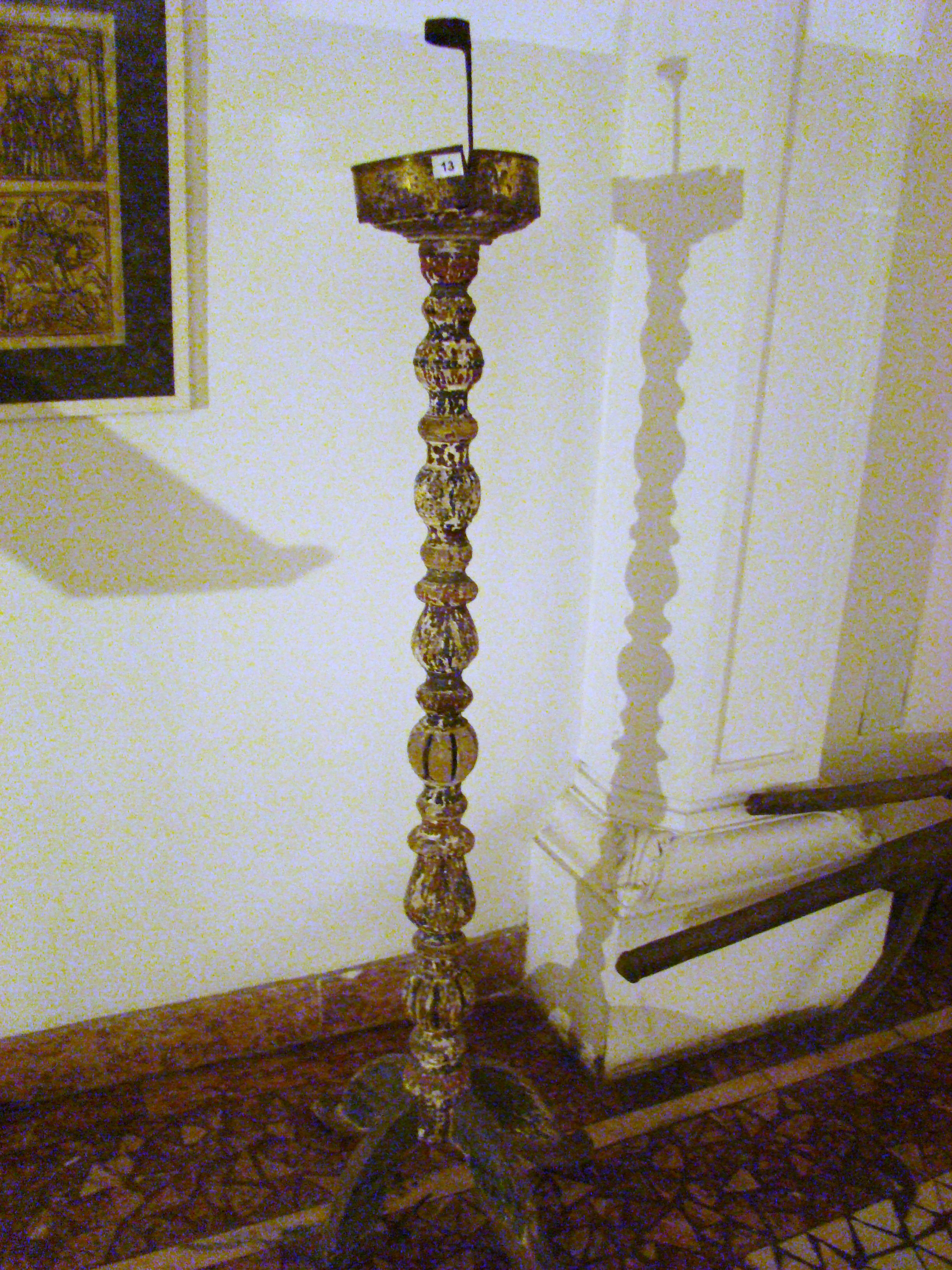
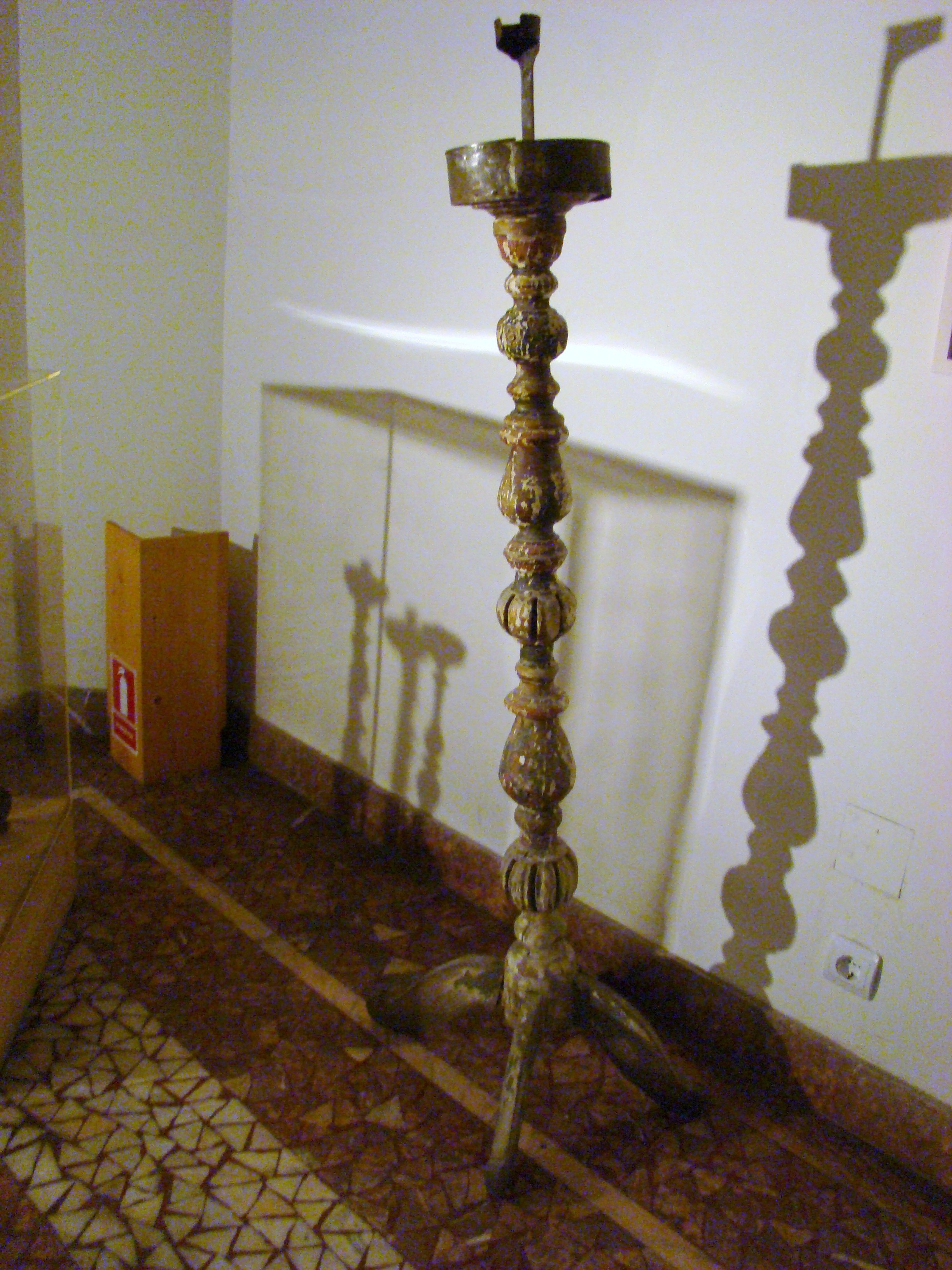